# Großherzoglich Mecklenburgisches Jäger-Bataillon Nr. 14
Das Großherzoglich Mecklenburgische Jäger-Bataillon Nr. 14 war ein Infanterieverband der preußischen Armee.

## Stamm und Formierung

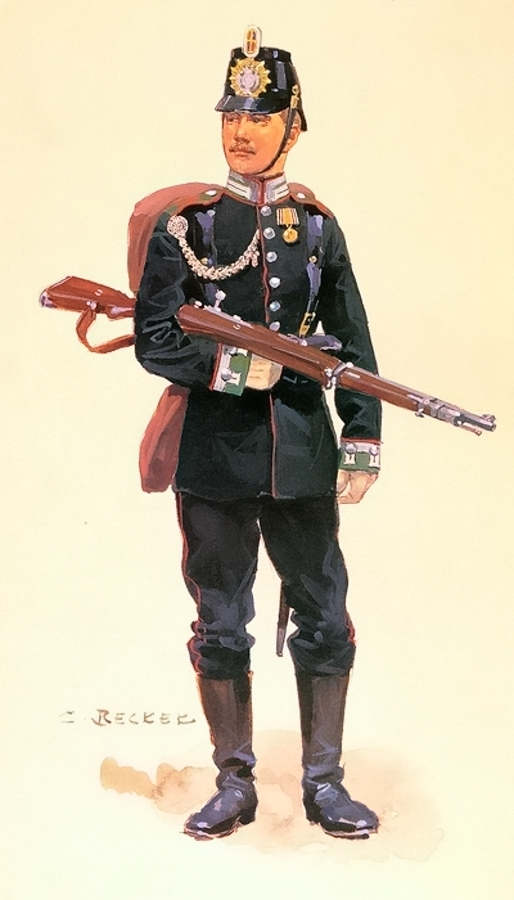
Mecklenburger Jäger

Das Stamm-Bataillon wurde am 1. Juni 1821 als Leichtes-Infanterie-Bataillon errichtet. Die Errichtung war eine Folge der Schaffung des Bundesheeres. Das Bataillon formierte sich größtenteils aus Abgaben der 4. Kompanie des Grenadier-Garde-Bataillons. In dieser Zeit hatte das Bataillon eine Stärke von 17 Offizieren und 325 Mann, von denen 135 Mann beurlaubt waren. 1823 wurde die 2. Kompanie aufgelöst und auf die verbliebenen beiden Kompanien verteilt. Die Kompanien hatten fortan eine Stärke von jeweils 193 Mann.
1845 wurde das Bataillon um zwei weitere Kompanien vermehrt. Die Vermehrung war auf das Manöver des 10. Bundeskorps und den daraus gewonnenen Erfahrungen im September 1843 zurückzuführen. Das Bataillon umfasste nunmehr die 1. und 4. Jägerkompanie sowie die 2. und 3. Schützenkompanie.
Aus dem Leichten Infanterie Bataillon wurde im Jahr 1850 das „Mecklenburg-Schwerinsche Leichte Bataillon“. Am 24. Oktober 1857 wurde das Bataillon jedoch aufgelöst. Die Jägerkompanien des leichten Bataillons bildeten folgend den Stamm für das neu zu formierende Jäger-Bataillon.
Das neu gebildete mecklenburgische Jäger-Bataillon gliederte sich in zwei Kompanien und hatte eine Stärke von 351 Mann.
Mit Bildung des Norddeutschen Bundes gingen 1867 grundlegende militärische Umstrukturierungen einher. In diesem Zusammenhang traten die mecklenburgischen Verbände im selben Jahr dem IX. preußischen Armeekorps bei. Das Bataillon wurde nunmehr in die preußische Armee eingegliedert und übernahm deren Nummerierung. Nachfolgend wurde das Bataillon um zwei Kompanien vermehrt und gliederte sich somit wieder aus vier Kompanien. Zusammen mit den anderen mecklenburgischen Regimentern bildete es fortan die mecklenburgische 34. Infanterie-Brigade. Den mecklenburgischen Regimentern und dem Jäger-Bataillon Nr. 14 wurde zudem der Namenszusatz „Großherzoglich Mecklenburgisch“ zugestanden. Ebenso zeigte der Beschlag der Kopfbedeckungen weiterhin das mecklenburgische Landeswappen und die Kokarde die Landesfarben.
Zum 1. Oktober 1867 erhielt das Bataillon die Bezeichnung „Großherzoglich Mecklenburgisches Jäger-Bataillon Nr. 14“.
Mecklenburg-Schwerin schloss am 24. Juli 1868 mit Preußen eine weitere Militärkonvention, welche den Übertritt der mecklenburgischen Offiziere in die preußische Armee regelte. Am 11. September 1868 fand daher in Groß Rogahn eine Parade der 17. Division vor König Wilhelm I. statt, die symbolisch den Beitritt der mecklenburgischen Offiziere zur preußischen Armee besiegelte.
Im Jahr 1869 folgten weitere organisatorische Änderungen. So wurde mit Wirkung vom 4. Februar 1869 das Großherzoglich Mecklenburgische Jäger-Bataillon Nr. 14 der „Inspektion der Jäger und Schützen“ unterstellt. Damit verließ das Bataillon den Verband der 34. Infanterie-Brigade und unterstand nunmehr dem direkten Befehl des General-Kommandos.
1872 wurde eine weitere Militärkonvention mit Preußen geschlossen, die zum 1. Januar 1873 in Kraft trat. In Artikel 9 der Konvention wurde den mecklenburgischen Militäreinheiten auch weiterhin der Namenszusatz „Großherzoglich Mecklenburgisch“ zugestanden.
1890 ergab sich die militärische Notwendigkeit der Verlegung des Großherzoglich Mecklenburgischen Jäger-Bataillon Nr. 14 in den Elsass nach Colmar. Im Zuge der Verlegung trat das Bataillon dem XVI. Armee-Korps bei.
Anfang des neuen Jahrhunderts erfuhr die deutsche Infanterie eine Steigerung der Kampfkraft durch Aufstellung neuer Einheiten und vorgenommener Umstrukturierungen. Zum 1. Oktober 1902 wurde dem mecklenburgischen Bataillon die neu errichtete Maschinengewehr-Abteilung Nr. 9 zugeteilt, welche bis zum Herbst 1912 im Verband verblieb und dann aufgelöst wurde.
Am 1. Oktober 1913 vollzogen sich weitere wichtige Änderungen innerhalb des Bataillonsverbandes. Diese hatten direkten Einfluss auf die Kampfkraft und die Mobilität des Bataillons. An diesem Tag wurden eine Maschinengewehrkompanie und eine Radfahrkompanie aufgestellt. Erstere umfasste vier Offiziere und 71 Mann, welche mit sechs Maschinengewehren ausgerüstet wurden. Die Radfahrkompanie hatte hingegen einen Mannschaftsbestand von drei Offizieren und 113 Mann. Es sollten die letzten größeren Veränderungen in Friedenszeiten bleiben.
Im Zuge der Mobilisierung am 2. August 1914 wurde in Heidelberg eine Ersatzabteilung aufgestellt, welche sich in zwei Kompanien gliederte. Am 15. März 1915 wurde dann die zweite Ersatz-Abteilung in Heidelberg aufgestellt. Die Ersatzabteilungen sollten den zukünftigen Rekrutenbedarf decken. Aus der 1. Ersatz-Abteilung bildete sich schließlich im September 1917 das Ersatz-Bataillon des Jäger-Bataillons Nr. 14. Die 2. Ersatz-Abteilung wurde im Folgemonat aufgelöst, ihr Bestand ging im Ersatz-Bataillon auf.
1915 wurde das Bataillon um eine Radfahrkompanie, eine Maschinengewehrkompanie und eine Minenwerferkompanie vermehrt. Die sich daraus ergebene neue Gliederung hatte bis Kriegsende Bestand.

## Garnison

### Standorte
| Standort    | Zeitraum                     |
| ----------- | ---------------------------- |
| Schwerin    | Juni 1821 bis August 1863    |
| Ludwigslust | August 1863 bis Oktober 1867 |
| Schwerin    | Oktober 1867 bis April 1890  |
| Colmar      | April 1890 bis November 1918 |
| Wismar      | März 1919 bis Auflösung      |

### Quartiershäuser und Kaserne

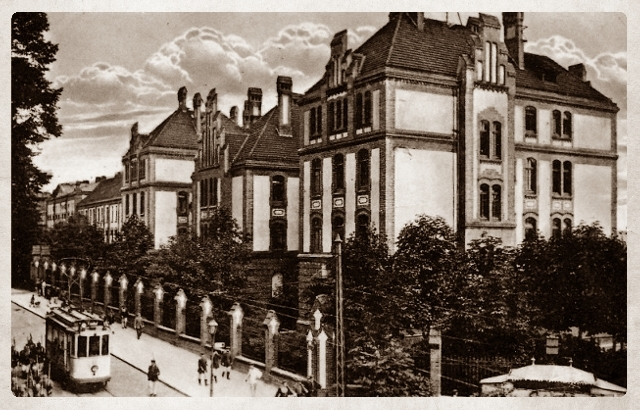
Werder-Kaserne, Quartiershaus Nr. III, dann Mannschaftshaus Nr. III

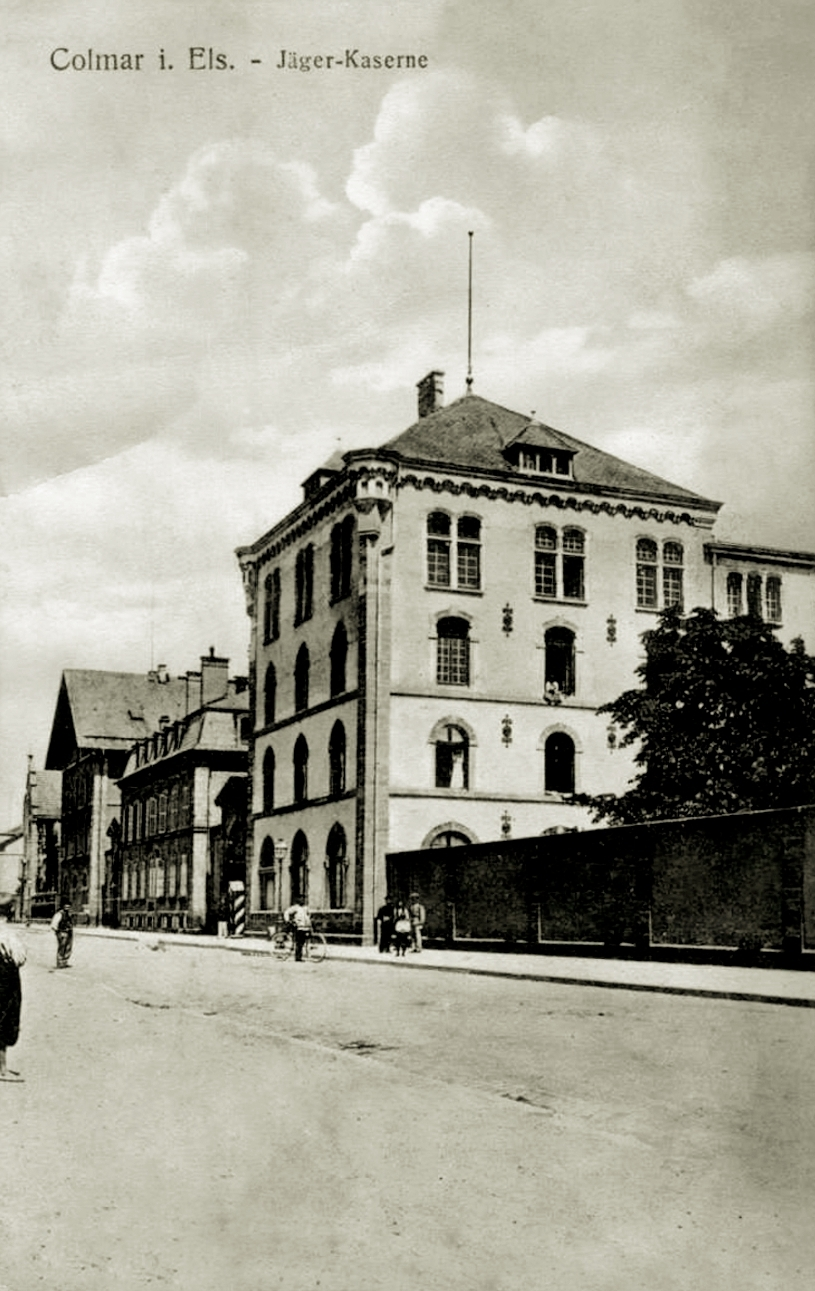
Jägerkaserne in Colmar um 1900

Die Soldaten des Bataillons waren in frühen Jahren dezentral untergebracht. Gemeinden und Städte waren per Landesgesetz dazu angehalten den Soldaten gegen Entschädigung Quartiere bereitzustellen. Dies änderte sich erst in den 1860er Jahren, als man sich entschied Quartiershäuser zu errichten. So wurde für die Jäger in der Garnison Ludwigslust 1863 das ehemalige Gebäude des großherzoglichen Lehrerseminars in der Kanalstraße 26 (die heutige Grundschule Fritz Reuter) zum Quartiershaus umgebaut. Das klassizistische Gebäude war im Jahr 1829 unter Leitung von Landbaumeister Georg Groß errichtet worden. Das als Kanalkaserne oder Kaserne III. bezeichnete Gebäude wurde nach dem Weggang der Jäger aus Ludwigslust vom 1. Großherzoglich Mecklenburgisches Dragoner-Regiment Nr. 17 übernommen.
Wieder nach Schwerin verlegt, bezog das Jägerbataillon 1872 das Quartiershaus III. am Güstrower Tor gegenüber dem Neustädter Friedhof, der heutigen Werderstraße.
1890 musste das Großherzoglich Mecklenburgische Jäger-Bataillon Nr. 14 seine bisherige Garnison in Schwerin verlassen. Von da an garnisonierte das Bataillon in Colmar im Elsass und verblieb dort bis zum Ende des Ersten Weltkrieges. Da die deutschen Truppen das Elsass im November 1918 räumen mussten, wurde dem Bataillon Wismar als neuer Standort zugewiesen. In ihrer neuen Garnison verblieben die Mecklenburger Jäger bis zur Auflösung des Bataillonsverbandes.

### Exerzier- und Schießplätze
Mitte des 19. Jahrhunderts übten die Jäger auf einem Exerzierplatz nördlich der Schweriner Paulskirche. Dort stand auch ihr Exerzierhaus, welches später nach Ludwigslust verbracht wurde. Ihren Schießplatz, der über zwölf Schießbahnen verfügte, hatten die Jäger im Schweriner Werderholz.
Während ihrer Ludwigsluster Garnisonierung stand den Jägern die sogenannte „Koppel“ als Übungsgelände zur Verfügung. Das Gelände befand sich zwischen dem Patronenhaus, dem alten Forsthaus und dem damaligen Großherzoglichen Küchengarten. Ihre Schwimmausbildung erhielten sie in der am Kanal angelegten Schwimmanstalt, die sich hinter dem erbgroßherzoglichen Marstall befand.

### Offizierskasino
Wie alle Offiziere der Schweriner Militäreinheiten, nutzten auch die Offiziere des leichten Infanterie-Bataillons bzw. Jäger-Bataillons die 1850 eröffnete Offiziers-Speiseanstalt in der Schloßstraße. Dies blieb so bis zur Verlegung nach Ludwigslust, wo die Jäger-Offiziere ebensolche Räumlichkeiten nutzten. Mit der Rückverlegung nach Schwerin im Jahr 1867, hatten die Offiziere erneut die Möglichkeit in die gemeinsame Offiziersmesse einzukehren. Durch die Vermehrung des Offizierskorps herrschte jedoch zunehmend Platzmangel, so mussten sich die Jäger ab 1868 im Schweriner „Hotel du Nord“ einmieten. Erst 1882 konnte die Schweriner Militärverwaltung für die Jäger ein Haus in Amtsstraße erwerben, in dem folgend das Offizierscasino eingerichtet wurde. Das Casino in der Amtsstraße 7a verblieb bis zur Verlegung der Jäger nach Colmar in der Nutzung des Bataillons.

## Einsatzgeschichte

### Einsatz im Landesinneren 1830/31

#### Schweriner Münze 1830
Am 18. September 1830 kam es zu teils gewalttätigen Unruhen an der Münze Schwerin. Auf Befehl des Großherzoges Friedrich Franz I. wurde das Leichte Infanterie-Bataillon zur Niederschlagung entsendet, welches dann auch mit unverhältnismäßiger Härte unter Einsatz der Schusswaffe vorging. Die Vorgehensweise der Infanteristen führte zu einem Toten und mehreren Verletzten.

#### Grenzschutz 1831
Um das Einschleppen der Cholera aus Russland zu verhindern, kamen auch Teile des Leichten Infanterie Bataillons an den Grenzen zum Einsatz. Ihr Einsatz sollte von Sommer 1831 bis Januar 1832 andauern, jedoch ohne die gewünschte Wirkung zu erzielen.

### Schleswig-Holsteinische Erhebung 1848
Nach dem Ausmarsch am 14. April 1848 sammelte sich das von Hauptmann Graf von Oeynhausen befehligte kombinierte Detachement des Bataillons – wie auch die anderen mecklenburgischen Truppen – in Rendsburg. Anschließend nahm das Bataillon im Verband der 3. Infanterie-Brigade (Braunschweig) an den Gefechten und Scharmützeln des Feldzuges teil. Im Juni erhielt das Bataillon nochmals Verstärkungen und wurde ab diesem Zeitpunkt von Oberstleutnant von Nußbaum geführt. Nach dem Ende der Kampfhandlungen kehrte das Bataillon am 4. September nach Mecklenburg zurück.

#### Gefechtskalender

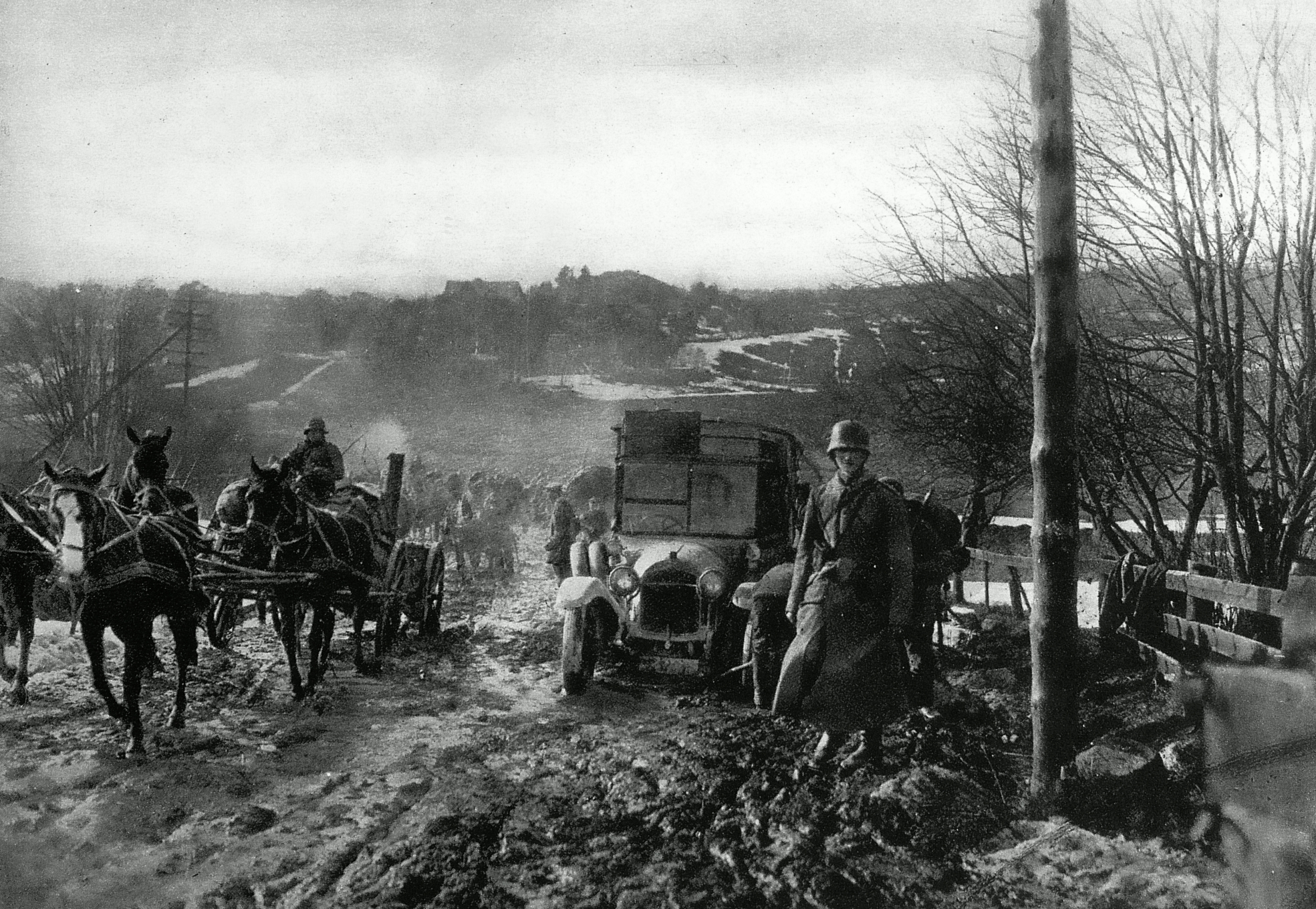
Finnland, auf dem Vormarsch von Hangö nach Helsinki

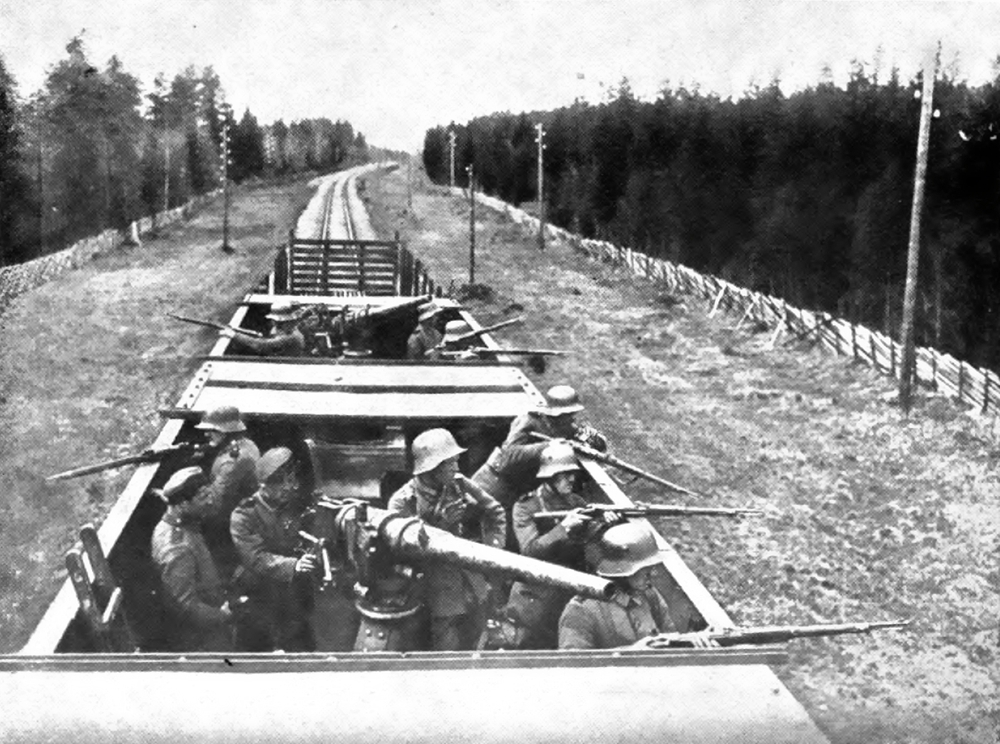
Soldaten der Ostsee-Division im Panzerzug bei Lahti, April 1918

- 24. April – Gefecht bei Billschau Krug
- 28. und 29. Mai – Gefecht bei Nübel

### Einsatz im Landesinneren 1848

#### Einsätze in Waren u. Torgelow
Ende Mai 1848 brachen in der Gegend von Torgelow und Waren revolutionäre Unruhen aus. Am 25. Mai wurden daher 200 Jäger zur Niederhaltung der Aufstände nach Waren und Torgelow entsandt. Die Jäger schlossen sich hier dem Kontingent der mecklenburgischen Musketiere und Dragoner an. In der Gegend von Torgelow und Waren verblieben die Jäger bis zum 6. Juni und verlegten dann als Verstärkung auf den Schleswig-Holsteinischen Kriegsschauplatz.

#### Wachdienst in Lübeck
Auf Anforderung des Senats der freien Hansestadt Lübeck entsendete Mecklenburg Truppen in die Stadt Lübeck. Sie sollten die örtlichen Truppen verstärken und gemeinsam für „Ruhe und Ordnung“ sorgen. Das Bataillon rückte am 14. Oktober 1848 in die Stadt ein. Die Mecklenburger versahen ihren Wachdienst – ohne größere Vorkommnisse – bis zum 11. Dezember. Nach Ablösung durch die Mecklenburger Grenadiere, verließ das 376 Mann starke Bataillon schließlich die Hansestadt.

### Badische Revolution 1849

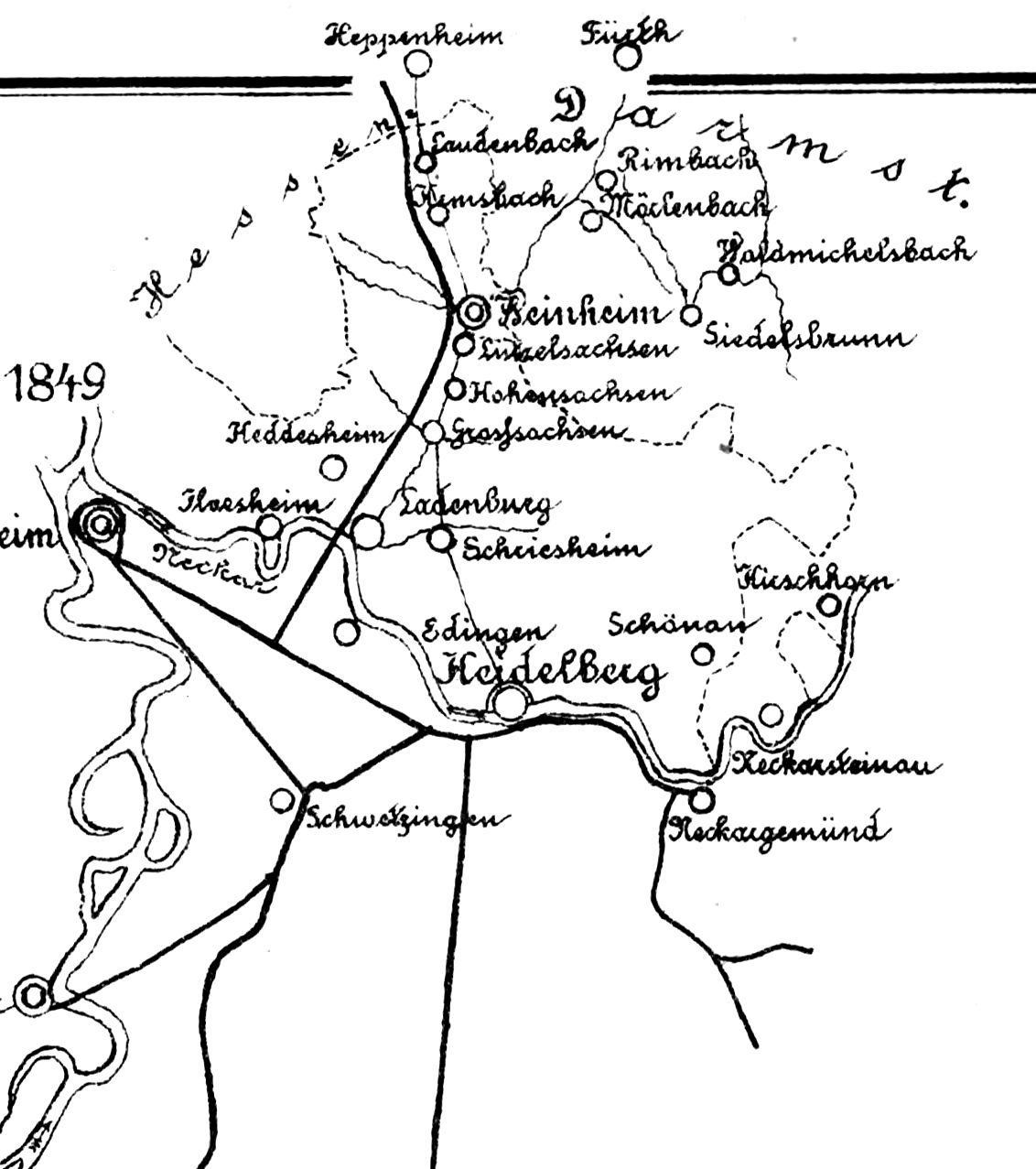
Feldzug 1849

1848/1849 wurde Deutschland von revolutionären Unruhen erfasst, so auch das Großherzogtum Baden. Um diese militärisch zu beenden, kamen die Bundestruppen unter preußischer Führung zum Einsatz. Hierunter befanden sich auch die 1. und 4. Kompanie des Leichten Infanterie Bataillons, die sich nachfolgend an den Gefechten des Feldzuges beteiligten.

#### Gefechtskalender
- 13. Juni – Gefecht bei Waldmichelsbach
- 16. Juni – Gefecht bei Groß Sachsen
- 29. Juni – Gefecht bei Gernsbach
- 29. Juni bis 8. Juli – Marsch von Gernsbach nach Neustadt

#### Verlustzahlen 1849
- Gefallene: 3 Tote

### Kriegsbereitschaft 1859
Aufgrund der kriegerischen Handlungen im Zusammenhang mit dem Sardinischen Krieg, wurde auch die deutsche Bundesarmee in Kriegsbereitschaft versetzt. Für die Eventualität einer Mobilmachung wurde am 14. Mai 1859 befohlen, dass das mecklenburgische Jäger-Bataillon mit 10 Offizieren, 25 Unteroffizieren, 7 Spielleuten, 250 Jägern, 11 Pferden und 7 Fahrzeugen ausrücken sollte. Auf Grundlage des Erlasses vom 2. Juli erfolgte auch die Einberufung der Großbeurlaubten, welche bereits am 19. Juli 1859 wieder entlassen wurden, da von einer Mobilmachung nicht mehr auszugehen war.

### Küstenschutz 1864
Im Verlauf des Krieges zwischen dem Deutschen Bund und Dänemark wurde auch der Schutz der mecklenburgischen Küsten befohlen. Mit dieser Maßnahme sollte eine mögliche Anlandung dänischer Truppen verhindert werden.
Am 9. April 1864 erhielt das Jäger-Bataillon den Befehl Teile des „Grenadier-Garde-Bataillons“ abzulösen, die sich in Warnemünde und Rostock befanden. Der Einsatz sollte schließlich bis Ende Mai andauern.

### Deutscher Krieg 1866
Am 21. Juni 1866 wurden die mecklenburgischen Verbände mobilisiert. Das Jäger-Bataillon beteiligte sich im Verband des II. Reserve-Armeekorps am folgenden Feldzug. Nach der Ankunft in Leipzig, folgte der Marsch nach Bayreuth und dessen Besetzung. Das Jäger-Bataillon wurde nachfolgend in kleinere Gefechte und Scharmützel verwickelt.
Nach dem Waffenstillstand kehrten die mecklenburgischen Jäger in die Heimat zurück. Am 24. September wurde schließlich auch die 1. Kompanie demobilisiert, welche zuvor zum feierlichen Einzug in Berlin abkommandiert war.

#### Gefechtskalender
- 27. Juli – Expedition nach Culmbach
- 28. Juli – Besetzung von Bayreuth
- 28. Juli – Gefecht bei Ober-Connersreuth
- 29. Juli – Gefecht bei Seybothenreuth

#### Verlustzahlen 1866
- Gefallene: keine

### Deutsch-Französischer Krieg 1870/71
Nach der Mobilisierung am 16. Juli 1870, rückte Major von Gaza im Verband der 17. Infanterie-Division mit seinem Jäger-Bataillon Nr. 14 zum Küstenschutz nach Hamburg aus, später nach Wismar. Erst Ende August verlegte das Bataillon nach Frankreich. Dort angekommen, beteiligte sich das 794 Mann starke Bataillon an den folgenden Kriegshandlungen. Die Mecklenburger Jäger nahmen an den Belagerungen von Metz, Toul und Paris teil und kämpften an insgesamt 21 Schlacht- und Gefechtstagen. Bemerkenswert waren die Eroberung einer französischen Feld-Batterie durch die 1. Kompanie bei Beaugency und die Erstürmung einer mit acht Geschützen verteidigten Schanze bei Gidy durch die 3. und 4. Kompanie.
Das Bataillon hatte seinen Hauptgefechtstag während der Schlacht bei Loigny am 2. Dezember 1870. An diesem Tag verlor das Bataillon 142 Jäger durch Tod oder Verwundung.
Nach dem Ende der kriegerischen Handlungen und dem Waffenstillstand folgte die Rückkehr nach Schwerin, wo die mecklenburgischen Jäger am 14. Juni 1871 anlangten.

#### Feuerüberfall auf den Quartiermacher

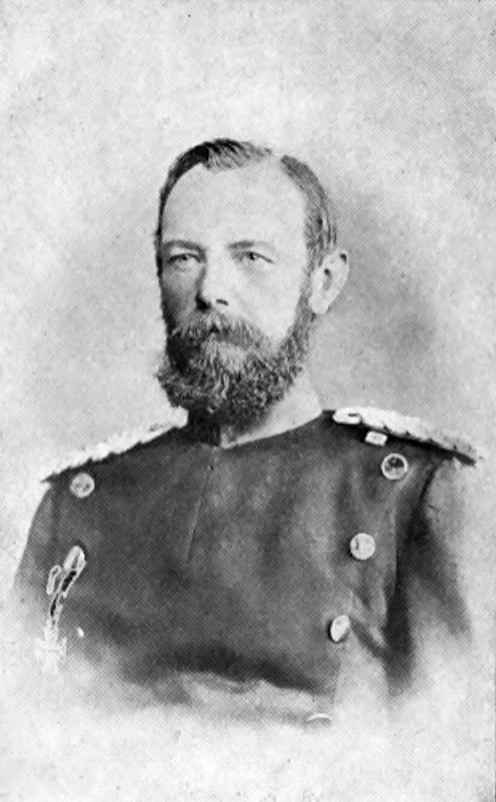
Major von Gaza, Bataillonsführer 1870/71

Während des Feldzuges setzte sich die französische Bevölkerung auch gewaltsam zur Wehr. Infolgedessen wurden meist Dragoner oder Jäger zur Niederhaltung solcher Bewegungen oder zur Durchführung von Strafmaßnahmen befohlen, die wiederum mit zum Teil unverhältnismäßiger Härte gegenüber der Zivilbevölkerung agierten.
Den mecklenburgischen Jägern fiel auch die Aufgabe des Schutzes von Transporten zu, aus der Befürchtung heraus diese könnten überfallen werden. Am frühen Morgen des 28. September 1870 wurden daher einige mecklenburgische Jäger und Dragoner zur Bedeckung eines Quartiermacher-Kommandos abkommandiert. Die Quartiermacher des Jäger-Bataillons: Leutnant von Levetzow, fünf Oberjäger und vier Jäger, der berittene Feldapotheker des 9. Feldlazaretts und die Quartiermacher der 1. Eskadron des 2. Großherzoglich Mecklenburgischen Dragoner-Regiments Nr. 18 schlossen sich dem Kommando an. So setzte sich die Wagen-Kolonne in Bewegung. In Höhe des Waldes von Aumont fielen plötzlich Schüsse, ein vorauseilender Dragoner wurde vom Pferd geschossen und die vom Wagen gesprungenen Jäger befanden sich nun ebenfalls im Wirkungsbereich des gegnerischen Feuers. Während des Scharmützels wurde ein Jäger getötet, einer schwer verletzt und weitere leicht verletzt. Die Jäger wichen zu einem in der Nähe liegenden Haus aus, auch um die Verletzten zu versorgen. Plötzlich näherten sich französische Männer in Zivilkleidung dem besetzten Haus. Die Zivilisten gerieten nunmehr in Verdacht für den vorhergehenden Feuerüberfall verantwortlich zu sein und wurden daraufhin festgenommen. Das nährte natürlich den Verdacht, dass die Mecklenburger sich nicht im Gefecht mit regulären französischen Truppen befanden. Die 1., 3. und 4. Jäger-Kompanie, die als Verstärkung durch den berittenen Feldapotheker herbeigerufen worden waren, durchsuchten derweil den angrenzenden Wald. Die 4. Kompanie bezog dann Stellung am Ostrand des Waldes. Einer ihrer Patrouillen nahm einen Mann fest, der mit einer Flinte bewaffnet war und sich in ein Forsthaus flüchten wollte. Der Mecklenburger Leutnant ließ den vermeintlichen Franc-tireur, dem die Täterschaft unterstellt wurde, erschießen. Das Forsthaus wurde zudem als Strafmaßnahme niedergebrannt und die Gefangenen ins Stabs-Hauptquartier zum Verhör verbracht. Der gefallene Oberjäger wurde am Folgetag auf dem Kirchhof von Bienville bestattet. In den folgenden Tagen gelangten die Festgenommenen wieder in Freiheit, da man ihnen nichts nachweisen konnte.
Nach dieser Eskalation, gingen die mecklenburgischen Truppen mit besonderer Vorsicht vor. Demgegenüber stand die französische Bevölkerung, die in Angst vor ungerechtfertigten Verdächtigungen und Strafmaßnahmen leben musste.

#### Gefechts- und Einsatzkalender
- 27. Juli bis 16. August – Küstenschutz in Hamburg
- 17. bis 27. August – Küstenschutz bei Wismar in den Wohlenberger u. Wieschendorfer Schanzen
- 03. bis 10. September – Belagerung von Metz
- 13. bis 23. September – Belagerung von Toul
- 28. September – Rencontre mit Franc-tireur im Wald von Aumont.
- 09. Oktober bis 07. November – Belagerung von Paris
- 17. November – Gefecht bei Dreux
- 18. November – Gefecht bei Saint-Lubin-de-Cravant
- 21. November – Gefecht bei La Madeleine
- 02. Dezember – Schlacht bei Loigny
- 04. Dezember – Schlacht bei Orléans
- 07. Dezember – Gefecht bei Meung
- 08. bis 10. Dezember – Gefecht bei Beaugency-Cravant
- 12. bis 14. Dezember – Verfolgung der zweiten Armée de la Loire
- 15. Dezember – Gefecht bei Pezou
- 09. Januar – Dorfgefecht bei Thorigné
- 10. bis 12. Januar – Schlacht bei Le Mans
  - 10. bis 11. Januar – Waldgefecht bei Connerré
  - 12. Januar – Gefecht bei St. Corneille
- 21. Januar – Gefecht bei Orbec gegen Franc-tireur
- 01. Februar – Besetzung von Caudebec

#### Verlustzahlen 1870–71
- Gefallene: 66 Tote
- Krankheit (verstorben): 27 Tote

### Erster Weltkrieg 1914–1918
Im Juli 1914 befanden sich die mecklenburgischen Jäger auf dem Truppenübungsplatz Bitsch in den Vogesen. Dort erreichte sie der Befehl der Mobilisierung.
Ihre erste Aufgabe bestand im Grenzschutz, den sie bis zum 16. August 1914 ausübten. Anschließend kämpften sie im Bewegungskrieg der Westfront. Nach dem Erstarren der Front begann auch für die Jäger der zermürbende Stellungskrieg im Westen. Während der Stellungskämpfe – im Januar 1915 noch der 42. Kavallerie-Brigade unterstellt – und in den Gefechten am 21. und 22. Dezember 1915 am Hartmannsweilerkopf erlitten die Jäger schwere Verluste. Das Bataillon wurde zwar mehrfach aus dem Kampfgeschehen herausgelöst, der Hartmannsweilerkopf blieb jedoch – zumeist im Verband der 12. Landwehr-Division – bis zum Februar 1916 das Haupteinsatzgebiet. Die Mecklenburger verblieben bis August 1916 an der Westfront. Nach der Verlegung an die Ostfront, kämpften die Mecklenburger unter anderem im Verband der 108. Infanterie-Division im Gebiet von Galizien/Wolhynien. Ab März 1918 kämpfte das Bataillon dann im Verband der Ostsee-Division in Finnland.

#### Hartmannsweilerkopf und Hilsenfirst

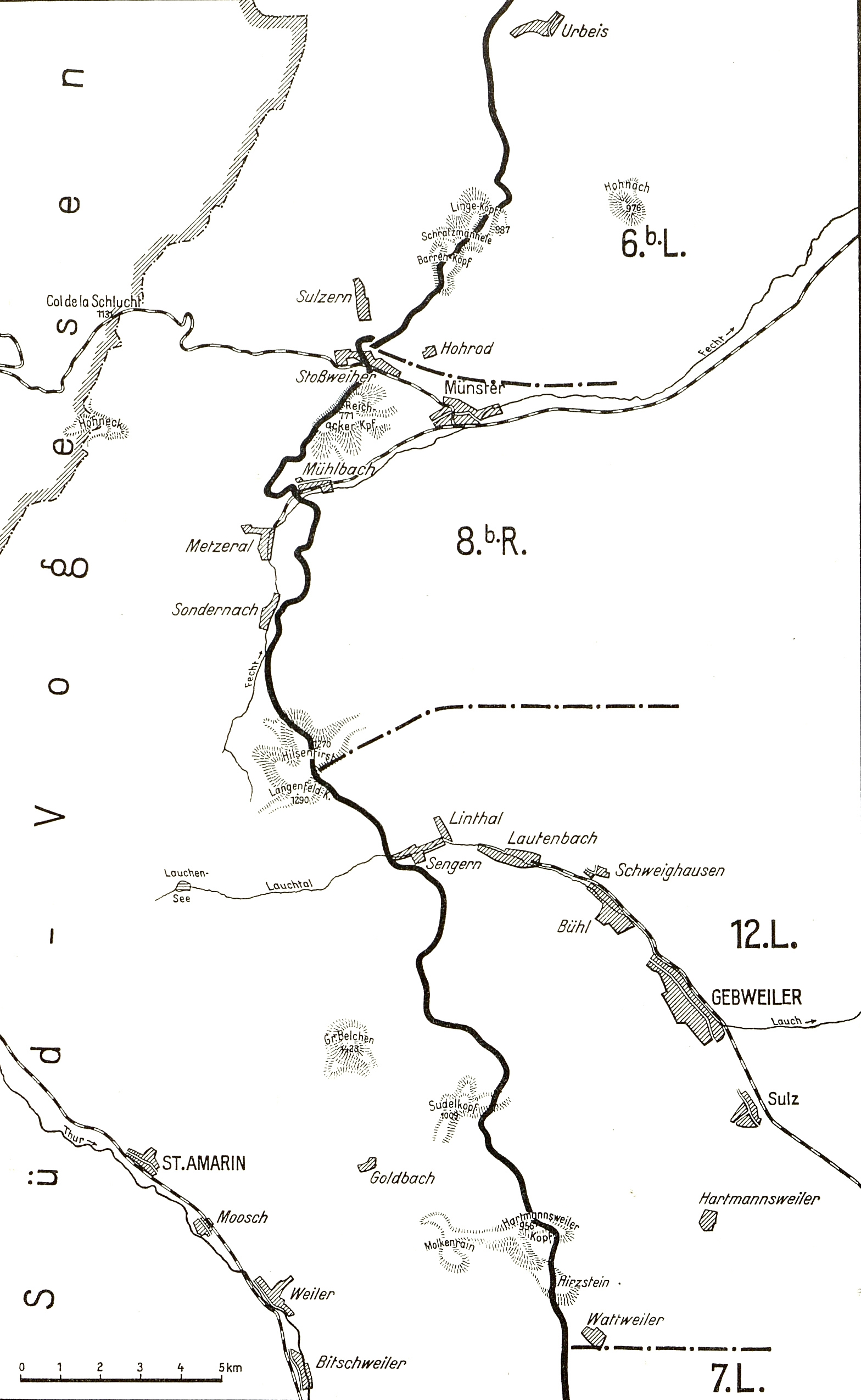
Vogesen Dezember 1915

Der 956 Meter hohe Berggipfel war für die deutsche Seite als auch für die französische Seite von strategischer Bedeutung. Die folgenden Angriffe und Gegenangriffe führten zu hohen Verlusten und brachte dem Berg den unheilvollen Namen „Menschenfresserberg“ ein. Im Dezember 1914 erschienen die Jäger des Großherzoglich Mecklenburgischen Jäger-Bataillons Nr. 14 erstmals am dortigen Kriegsschauplatz. Das Jägerbataillon war zu diesem Zeitpunkt der Kavallerie-Brigade Heidborn unterstellt. Die restlichen Mecklenburger Jäger trafen dann Mitte Januar am Hartmannsweilerkopf ein, um hier an strategisch wichtigen Punkten Stellung zu beziehen. In der Folge griffen sie am 19. Januar 1915, im Zusammenwirken mit anderen deutschen Verbänden, die „Ringburg“ der französischen Verbände an. Der Angriff führte nur teilweise zum Erfolg. Die Abriegelung der Position „Jägertanne-Süd“ war erfolgreich und es gelang die Linie „Hirzstein–Jägertanne-Süd“ unter deutsche Kontrolle zu bringen. Folgende Gegenangriffe – am 20. Januar – der Franzosen konnten dank der Schießfertigkeiten der Mecklenburger Jäger abgewiesen werden. Die Radfahrkompanie wurde dann am 27. Januar in ihren Stellungen von heftigem Artilleriefeuer eingedeckt und erlitt bedeutende Verluste, die jedoch durch umgehende Heranführung von Ersatzmannschaften wieder ausgeglichen wurden.
Neben den mecklenburgischen Jägern, kämpfte auch das II. Bataillon des Großherzoglich Mecklenburgischen Grenadier-Regiment Nr. 89 für einige Monate am Hartmannsweilerkopf.
Am 23. März wurde das Jäger-Bataillon Nr. 14 aus ihren Stellungen – nach wechselvollen Wochen des Kampfes – abgelöst und per Zug nach Colmar verlegt, später dann nach Mühlheim. Es folgte eine kurze Zeit der Ruhe. Am Hartmannsweilerkopf entbrannten derweil heftige Kämpfe, in deren Folge französische Verbände am 26. März die Kuppe des Hartmannsweilerkopfes eroberten. Starker Regen und Schnee verwandelten das Gefechtsfeld in eine Schlammwüste.
Das Bataillon traf am 29. März in Bollweiler ein, mit neu zugeführten Ersatz. Am 5. April wurden dann einige der Oberjäger und Jäger zu einer Patrouillen-Unternehmung im Bereich des Infanterie-Regiments „von Lützow“ (1. Rheinisches) Nr. 25 und des 10. Rheinischen Infanterie-Regiments Nr. 161 befohlen. Dort wurden sie mit einer besonderen Gefahr konfrontiert, den französischen Scharfschützen. Als Gegenmaßnahme wurden die besten Schützen des Garde-Jäger-Bataillons und des Jäger-Bataillons Nr. 14 ausgesucht und mit Büchsen, die mit geeigneter Optik ausgerüstet waren, an der Front verteilt.
Ende April bekam das gesamte Bataillon erneut Befehl an den Hartmannsweilerkopf zu verlegen, wo es am 29. April anlangte. Die Mecklenburger Jäger wurden dort der 12. Landwehr-Division unterstellt. In den Stellungen der 12. Landwehr-Division operierten sie als Scharfschützen und sorgten für die Niederhaltung des Gegners.
Am 8. Mai wurde das Bataillon erneut herausgelöst und der 8. Königlich Bayerische Reserve-Division als Armeereserve unterstellt, mit Quartier in Rufach. Im Anschluss wurde Ersatz herangeführt, der die erlittenen Verluste an Mannschaften ausglich. Es folgte im Juni der Einsatz am Hilsenfirst und Barrenkopf. Nach diesem Einsatz wurden die Jäger als Armeereserve in Rufach vorgehalten, wo sie der Bataillonschef besuchte.
Im Juli 1915 kämpfte das Bataillon wieder am Hilsenfirst, nordwestlich von Metzeral und Sondernach. Dort kam es zu erbitterten Nahkämpfen, die zu zahlreichen Verlusten führten. Nach diesem Einsatz wurde das Bataillon erneut an den Hartmannsweilerkopf befohlen. Am 22. und 25. August löste das Bataillon das Garde-Jäger-Bataillon und das Reserve-Jäger-Bataillons Nr. 8 aus ihren Stellungen heraus.
Unter Führung des Hauptmanns Freiherr Schenck zu Schweinsberg setzte das Bataillon am 9. September zum Sturmangriff auf französische Stellungen an. Nach der erfolgreichen Einnahme der Stellungen konnten die Gegenangriffe der Franzosen – zumindest vorläufig – abgewiesen werden. Auch die folgenden Wochen sollten vom zermürbenden Kampf geprägt sein.
Am 18. September wurden die Mecklenburger aus ihren Stellungen herausgelöst. Die Ablösung gestaltete sich schwierig, da währenddessen der Artilleriebeschuss andauerte.
Am folgenden 29. September lösten die Jäger des Garde-Jäger-Bataillons an der als „Judenhut“ bezeichneten Position ab. Leutnant Reuß und seine 1. Radfahrerkompanie führten dort am 4. Oktober einen Ablenkungsangriff durch, um eine andere Unternehmung zu verschleiern.

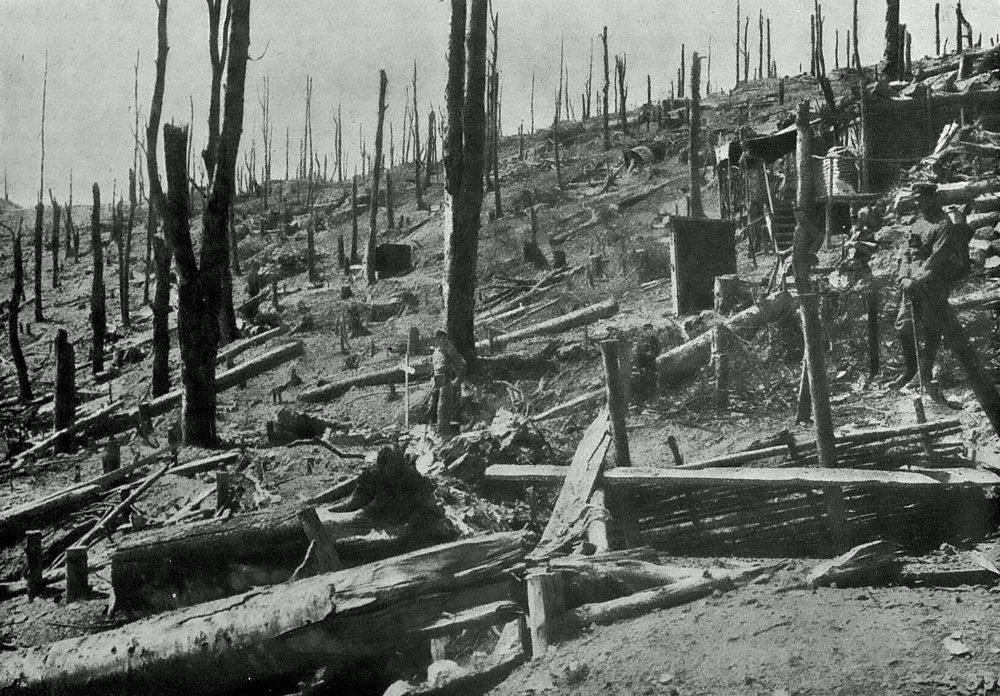
Gefechtsfeld Hartmannsweilerkopf

Mitte November begab sich das Bataillon in seine Ruhestellung nach Bühl. Die MG-Kompanie bezog währenddessen Quartier in Gebweiler. Nach kurzer Zeit der Ruhe folgte die erneute Verlegung an den Hartmannsweilerkopf.
Dort kam es dann am 21. und 22. Dezember zu schweren Gefechten. Bei diesen Gefechten wurden die Stellungen der 1. und 4. Kompanie des Jäger-Bataillons Nr. 14 überrannt und die Kompanien fast vollständig aufgerieben. Die verbliebenen Einheiten des Jäger-Bataillons Nr. 14 mussten sich ebenfalls aus dem Kampf zurückziehen und marschierten im Anschluss nach Gebweiler. Aus den Resten des Bataillons konnte nur noch eine Kompanie mit einer Stärke von 150 Mann formiert werden, die unter den Befehl des Leutnants von Bornefeld gestellt wurde. Hinzu kam noch ein Teil der Maschinengewehr-Kompanie, welche die vorherigen schweren Gefechte ebenfalls überstanden hatte. Die Verluste der Mecklenburger waren verheerend, über 800 Mann waren gefallen oder verwundet.
Am 5. Februar 1916 verließen die Mecklenburger Jäger das Kampfgebiet endgültig. Der Kampf um den Hartmannsweilerkopf ging allerdings weiter und damit das sinnlose Sterben auf deutscher und französischer Seite.

#### In Finnland

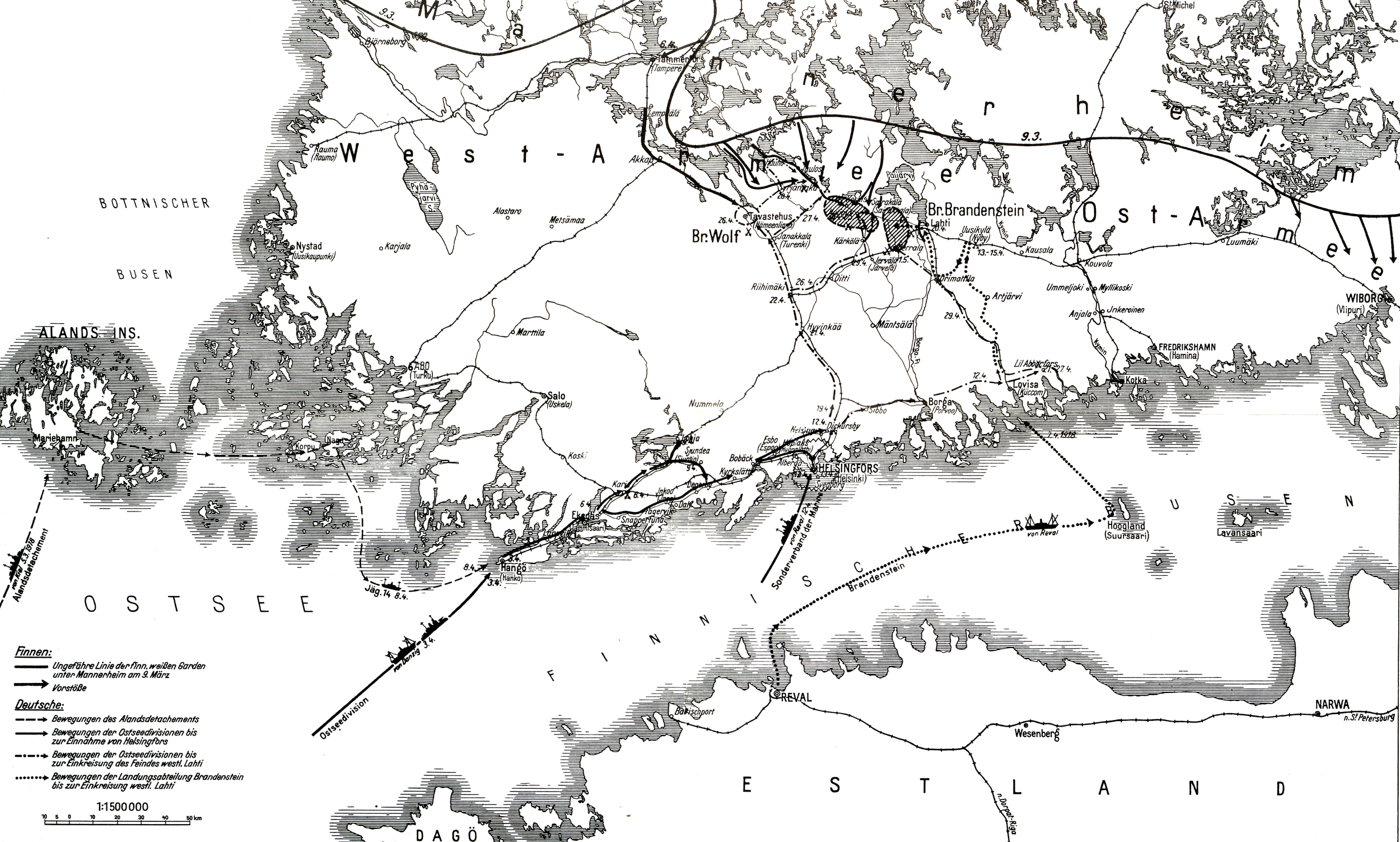
Finnland Feldzug 1918

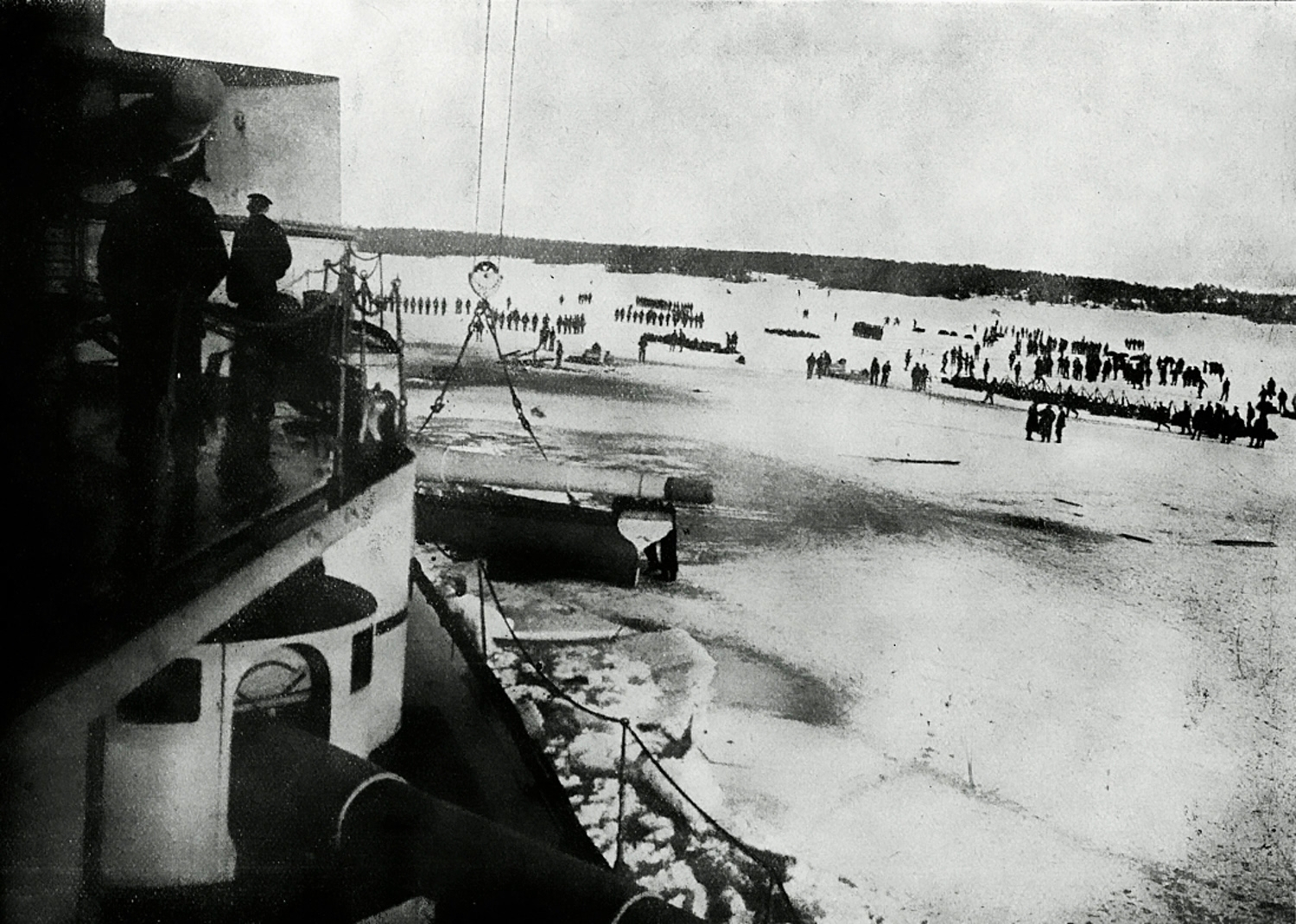
Anlandung Aland-Inseln

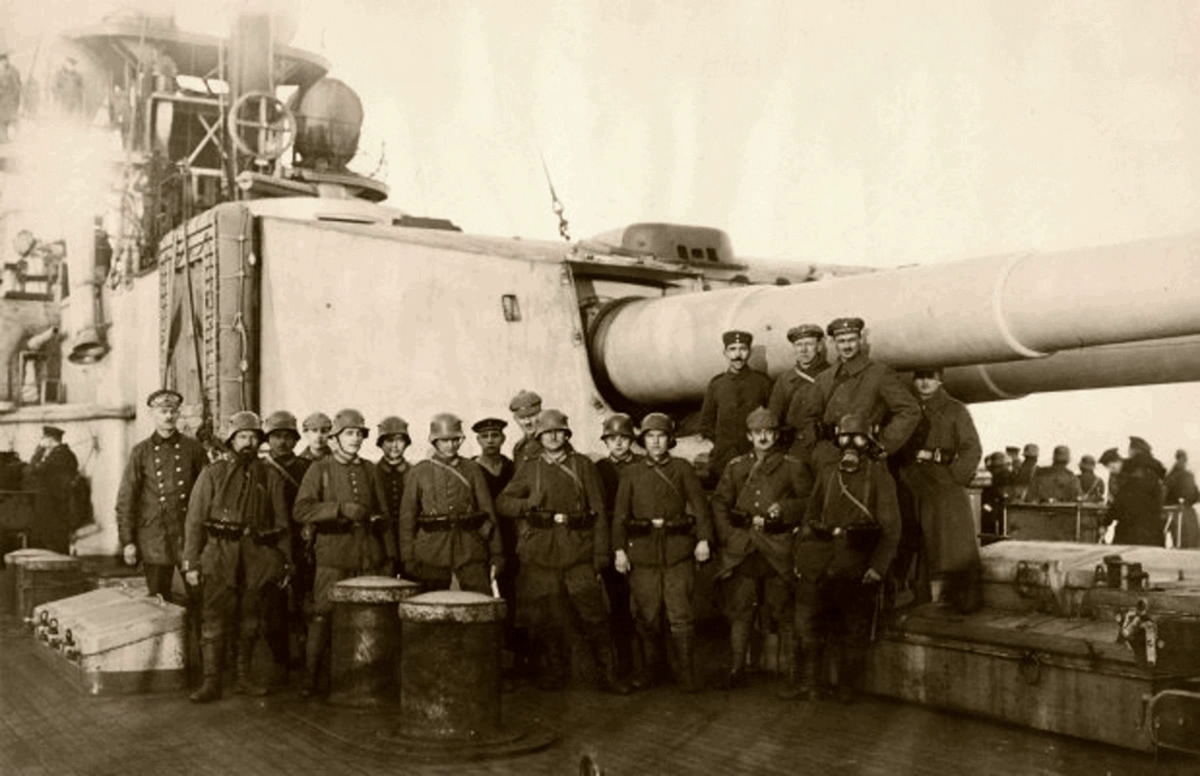
Soldaten der Åland-Expedition, darunter Angehörige des Bataillons, auf dem Deck des Linienschiffs Westfalen am 6. März 1918

Infolge der bolschewistischen Revolutionsbewegung kam es am 27. Januar 1918 in Finnland zu gewalttätigen Unruhen. Ihre Ausbreitung wurde aktiv durch russische Truppen unterstützt. Jedoch setzten sich Teile der Bevölkerung Finnlands und die weißen Schutzkorps unter Führung des ehemaligen russischen Generals von Mannerheim zur Wehr. Die Gegenkräfte reichten allerdings nicht aus, um einen wirklich entscheidenden Militärschlag gegen die revolutionären Kräfte zu führen. An dieser Stelle wurde der Eingriff des deutschen Kaiserreiches als notwendig angesehen, mit dem Wohlwollen Ludendorffs, der die Intervention durch deutsche Truppen befürwortete. So wurde zuerst das Jäger-Bataillon Nr. 27 unter Befehl von Hauptmann Eduard Ausfeld entsandt. Der im Februar mit seinem Bataillon über den zugefrorenen Bottnischen Meerbusen übersetzte und folgend in Vaasa einmarschierte. Es sollten aber weitere Anstrengungen notwendig sein, um die Unternehmung zum Erfolg zu führen.
Am 22. Februar 1918 bildete sich aus dem Stab der 12. Landwehr-Division der Stab der Ostsee-Division. Daraufhin wurde die Ostsee-Division aus verfügbaren Verbänden der Ostfront, darunter das Großherzoglich Mecklenburgische Jäger-Bataillon Nr. 14, neu aufgestellt. Die Division hatte nunmehr eine Stärke von etwa 12.000 Mann, welche später durch die Kriegsmarine und die Abteilung Brandenstein unterstützt wurden.
Der deutsche Plan sah vor, im kleinen Hafen von Rauma anzulanden. Dies bedurfte jedoch der vorherigen Absicherung. So wurde das Großherzoglich Mecklenburgische Jäger-Bataillon Nr. 14 am 5. März 1918 zur Besetzung der Ålandinseln entsandt. Unterstützung erfuhren die Mecklenburger Jäger durch die Schiffe des Admirals Meurer. Die Anlandung verzögerte sich jedoch wegen des Packeises im Landungsgebiet. Der Flottenverband benötigte zwei Versuche, um das Landungsgebiet zu erreichen. Schließlich gelang es doch, das Jäger-Bataillon, eine Kompanie des Ersatz-Pionier-Bataillons Nr. 9 und eine Batterie leichte Marineartillerie an Land zu bringen, welche im Anschluss die Inselgruppe besetzten. Nachfolgend sollten die Jäger mit Schlitten von den Ålandinseln aus nach Abo (Turku) übersetzen und den Ort einnehmen. Sie wurden aber bereits beim Vormarsch auf den Inseln Nagu und Korpo in verlustreiche Kämpfe verwickelt, die ein weiteres Vordringen unmöglich machten. Daher mussten die Jäger am 8. April per Schiff nach Ekenäs übersetzen. Es folgten die Kämpfe bei Lahti–Tavastehus, an denen sich das Jäger-Bataillon erneut beteiligte, zur Unterstützung der Landungsabteilung Brandenstein. Einen Monat nach Anlandung der Ostsee-Division konnte der operative Auftrag erfüllt werden.
Mit dem entscheidenden Sieg Mannerheims bei Wiborg endete die Revolution in Finnland. Infolge des Sieges kam es zu zahlreichen Racheaktionen gegenüber den Besiegten. So wurden vermeintlich bolschewistische Sympathisanten unter unmenschlichen Umständen interniert.
Die Mecklenburger verblieben bis August 1918 im Verband der Ostsee-Division. Die Verbände der Division wurden mit Besatzungsaufgaben betraut und beteiligten sie sich an der Aufstellung und Ausbildung finnischer Militärverbände. Am 13. September 1918 erhielt der Stab der Ostsee-Division die Bezeichnung „Deutscher General in Finnland“ und unterstand direkt der Obersten Heeresleitung. Der Einsatz endete schließlich im Dezember 1918.

#### Gefechtskalender

##### 1914
- 2. August bis 16. August – Grenzschutz gegen Frankreich
- 20. bis 22. August – Schlacht in Lothringen
- 22. August bis 13. September – Schlacht bei Nancy Épinal
- 13. September bis 19. Oktober – Kämpfe bei Craonne
- 30. Oktober bis 24. November – Schlacht bei Ypern
- von 19. Dezember – Gefechte am Hartmannsweilerkopf

##### 1915
- 14. bis 21. Juni – Gefechte am Hilsenfirst
- 01. bis 03. Juli – Gefechte am Hilsenfirst

##### 1916
- bis 05. Februar – Gefechte am Hartmannsweilerkopf
  - 17. Januar bis 17. Februar – Stellungskämpfe im Ober-Elsass
- 24. Februar bis 25. März – Grenzschutz in Belgien gegen Holland
- 28. März bis 30. Juni – Stellungskämpfe in Französisch-Flandern
- 03. bis 28. Juli – Erkundungs- und Demonstrationsgefechte der 6. Armee im Zusammenhang mit der Schlacht an der Somme.
- 08. bis 13. August – Kämpfe östlich und nördlich von Stanislau
- 13. bis 25. August – Stellungskämpfe an der Bystrzyca im Verband der k. u. k. 3. Armee.
- 31. August bis 04. November – Schlacht bei Kowel
- ab 05. November – Stellungskämpfe am oberen Styr-Stochod

##### 1917
- bis 01. Dezember – Stellungskämpfe am oberen Styr-Stochod
- ab 02. bis 17. Dezember – Waffenruhe im Kriegsgebiet Wolhynien
- von 17. Dezember – Waffenstillstand im Kriegsgebiet Wolhynien

##### 1918
- bis 25. Januar – Waffenstillstand im Kriegsgebiet Wolhynien
- 29. Januar bis 22. Februar – Transport über Platz Zossen
- 22. Februar bis05. April – Åland-Expedition und Besetzung
  - 04. April – Gefecht bei Mielis (Teile 1. und 2. MG-Kompanie)
- 06. April bis 16. Dezember – Expedition in Finnland
  - 11. bis 13. April – Eroberung von Helsinki
  - 21. April – Gefecht von Hyvinkää
  - 22. April – Gefecht von Riihimäki
  - 30. April bis 2. Mai – Schlacht von Lahti-Tavastehus
  - 3. Mai bis 30. Juni – Landesbesatzung von Finnland

### Verbleib
Das Großherzoglich Mecklenburgische Jäger-Bataillon Nr. 14 wurde nach der Rückkehr – am 3. März 1919 – in Wismar demobilisiert und in der Folgezeit aufgelöst.
Teile der in Wismar verbliebenen Jäger bildeten anfangs einen Freiwilligen-Verband. Später folgte dann der Eintritt in die vorläufige Reichswehr und die nachfolgende Eingliederung in das Jäger-Bataillon 9, welches wiederum Teil der Reichswehr-Brigade 9 war. Am 26. Juni wurden Teile der in Wismar stationierten Truppen nach Hamburg befohlen, um dort gegen die aufgebrachte Bevölkerung vorzugehen. Vor der Abreise nach Hamburg kam es jedoch zu Auseinandersetzungen mit einheimischen Arbeitern, die versuchten die Zug-Abfahrt zu verhindern. In Hamburg angelangt, griffen die Jäger – neben anderen Reichswehr- und Freikorpstruppen – gewaltsam in die Sülzeunruhen ein. Infolge des gewaltsamen Vorgehens kam es zu zahlreichen Todesopfern. Am 25. Juli verlegten die Jäger wieder nach Wismar. Dort verblieben sie bis zur Auflösung der Garnison gegen Ende 1919.
Einige ehemalige Offiziere des mecklenburgischen Jäger-Bataillons kämpften weiter in Lettland. Sie dienten im Freiwilligen-Bataillon Graf Kanitz und im 1. kurländischen Regiment der Eisernen Division. Die sich im Baltikum aufhaltenden deutschen Soldaten wurden schließlich im November 1919 von der Reichsregierung und dem mecklenburgischen Staatsministerium aufgefordert in die Heimat zurückzukehren. Bei Zuwiderhandlung drohte den Soldaten ein Verfahren wegen Fahnenflucht und der Entzug der deutschen Staatsbürgerschaft.

## In Friedenszeiten
Die Friedensjahre wurden zumeist für die intensive Ausbildung und die Verbesserung von Taktik und Organisation genutzt. Zum Zwecke der Ausbildung wurden jeweils im Herbst Feldmanöver befohlen, hinzu kamen die Korps-Manöver und das regelmäßige Brigadeexerzieren. Die Manöver und Ausbildungslehrgänge fanden seit 1872 auf dem Truppenübungsplatz des IX. Armeekorps im Lockstedter Lager statt. Mit der Verlegung nach Colmar ergaben sich auch Änderungen im Bezug auf die Truppenübungsplätze, die sich fortan in Bitsch und in Oberhofen im Elsass befanden.
Auch die repräsentativen Aufgaben und Ehrendienste begleiteten das Bataillon während der gesamten Bestehenszeit.

### Chronik
- 1821 – Aufgrund des Fehlens eines Übungsgeländes, exerzierte das neu errichtete Bataillon auf dem Schweriner Ziegenmarkt. Während später das Bataillons-Exerzieren auf einem Gelände hinter Tannenhof stattfand.
- 1843 – Das Leichte Infanterie-Bataillon erhielt Befehl am Manöver des X. Bundes-Armeecorps bei Lüneburg teilzunehmen, welches vom 24. September bis zum 8. Oktober stattfand. Am 2., 3. und 6. Oktober konnte sich das Bataillon im Feldmanöver bewähren.[53] Zum Abschluss wurde eine große Parade abgehalten.
- 1846 – Die gesamte mecklenburgische Brigade trat am 7. September auf dem Übungsgelände am Haselholze zusammen. Die Übungen dauerten bis zum 27. September an.
- 1853 – Das Bataillon nahm im September – gemeinsam mit den anderen Mecklenburgischen Verbänden – an den Korpsmanövern des preußischen Gardekorps und des III. Armeekorps bei Berlin teil.
- 1857 – Zur Feier der Einweihung des Residenzschlosses Schwerin, wurde das Bataillon nach Schwerin befohlen. Die Feierlichkeiten dauerten vom 24. Mai bis zum 27. Mai an. Am 26. Mai traten die mecklenburgischen Truppen auf dem Alten Garten zusammen. Am nächsten Tag wurde schließlich die große Parade abgehalten, in Anwesenheit der großherzoglichen Familie.
- 1858 – Das X. Armee-Bundeskorps trat am 10. September bei Nordstemmen zusammen. Die Mecklenburger Jäger beteiligten sich an diesen Übungen, welche bis zum 24. September andauerten.
- 1866 – Die 1. Kompanie wurde zu den Einzugsfeierlichkeiten – anlässlich des Feldzuges 1866 – nach Berlin abkommandiert. Hier wird sie am 8. September in Charlottenburg einquartiert und nahm nachfolgend am feierlichen Truppeneinzug teil. Die Kompanie kehrte erst am 23. September ins Kasernement nach Ludwigslust zurück.
- 1868 – Am 11. September, Teilnahme an der Parade der 17. Division bei Groß-Rogahn, die in Anwesenheit des preußischen Königs Wilhelm I. stattfand.
- 1870 – Großherzog Friedrich Franz II. hielt am 23. August Parade auf dem Heiligengeistfeld in Hamburg, die in und um Hamburg konzentrierten Truppen nahmen an dieser teil. Im Anschluss wurde den Truppen der Korpsbefehl eröffnet.
- 1897 – Zur Beisetzung des Großherzoges Friedrich Franz III., wurde eine Abordnung mit der Bataillonsfahne am 21. April nach Ludwigslust entsandt.
- 1909 – Am 11. September nimmt das Bataillon unter Führung seines Bataillonschefs an der Parade des XIV. Armeekorps auf dem Forchheimer Feld teil. Es folgte die Teilnahme – im Verband der „blauen Truppen“ des XV. und XIV. Armeekorps – am Kaisermanöver[54] vom 13. bis zum 17. September bei Karlsruhe.

## Organisation

### Unterstellung

#### Schleswig-Holsteinische Erhebung 1848
- X. Bundes-Armeekorps
  - I. Avantgarde
    - 3. Infanterie-Brigade (Braunschweig)
      - kombinierte Abteilung des Leichten Infanterie-Bataillons (Mecklenburg)
      - zwei Eskadrons Dragoner (Mecklenburg)

#### Deutscher Krieg 1866
- II. Reserve-Korps
  - 1. (mecklenburgische) Division
    - 1. Infanterie-Regiment
      - (I.) Grenadier Garde-Bataillon
      - II. Bataillon

    - 2. Infanterie-Regiment
      - III. Bataillon
      - IV. Bataillon

    - Dragoner-Regiment
    - Mecklenburg-Schwerinsches Jäger-Bataillon
    - Füsilier-Bataillon des 4. Garde-Regiment

#### Deutsch-Französischer Krieg 1870/71

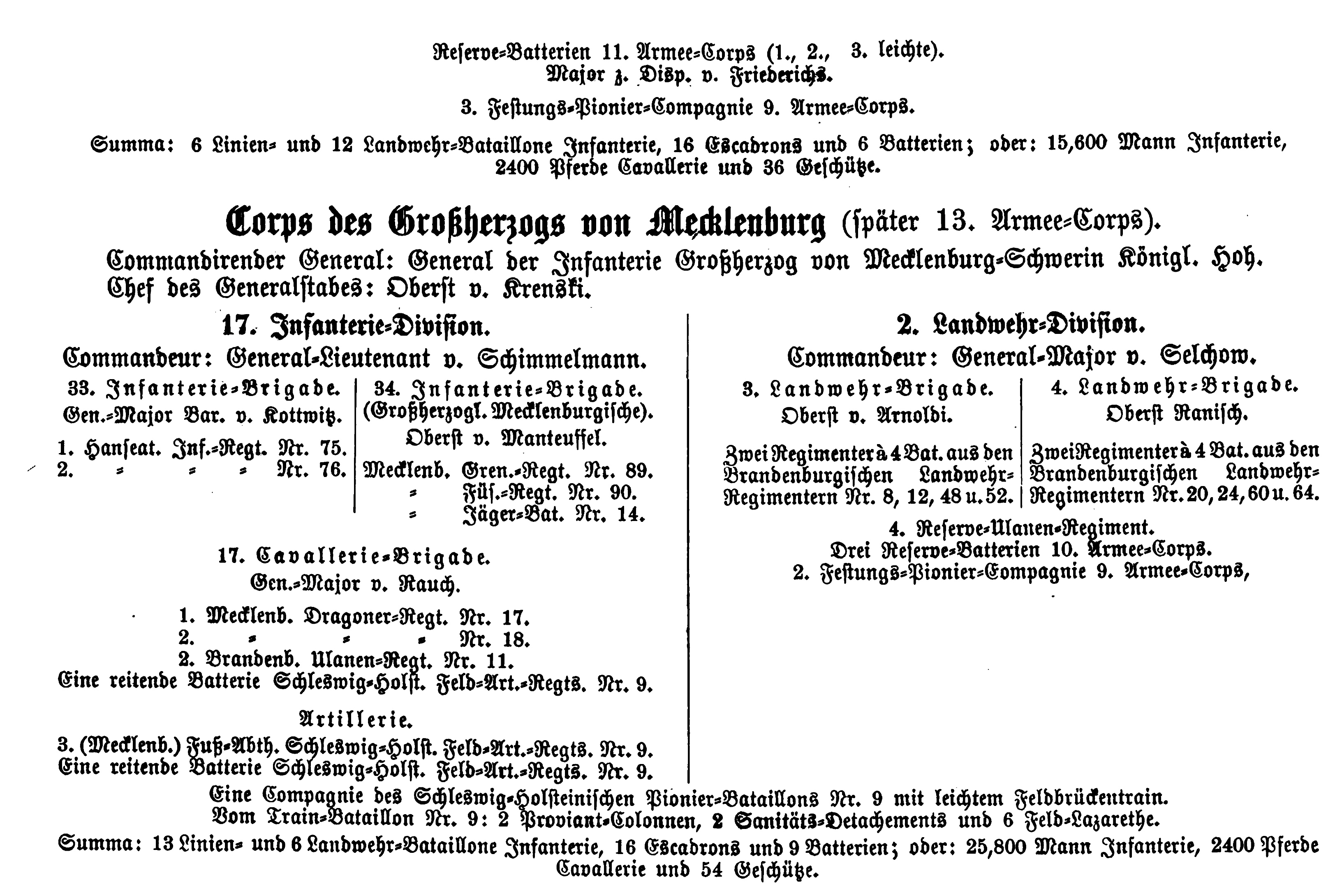
Feldzug 1870/71

- Korps des Großherzogs von Mecklenburg (später XIII. Armeekorps)
  - 17. Division
    - 34. Infanterie-Brigade
      - Großherzoglich Mecklenburgisches Grenadier-Regiment Nr. 89
      - Großherzoglich Mecklenburgisches Füsilier-Regiment Nr. 90
      - Großherzoglich Mecklenburgisches Jäger-Bataillon Nr. 14

#### Friedenszeit 1899
- XIV. Armeekorps[55][56]
  - 39. Division
    - 82. Infanterie-Brigade
      - Magdeburgisches Jäger-Bataillon Nr. 4
      - Rheinisches Jäger-Bataillon Nr. 8
      - Hannoversches Jäger-Bataillon Nr. 10
      - Großherzoglich Mecklenburgisches Jäger-Bataillon Nr. 14

#### Mobilmachung August 1914
- XV. Armeekorps
  - 39. Division
    - 82. Infanterie-Brigade
      - 2. Ober-Elsässisches Infanterie-Regiment Nr. 171
      - 3. Ober-Elsässisches Infanterie-Regiment Nr. 172
      - Kurmärkisches Dragoner-Regiment Nr. 14
      - Großherzoglich Mecklenburgisches Jäger-Bataillon Nr. 14

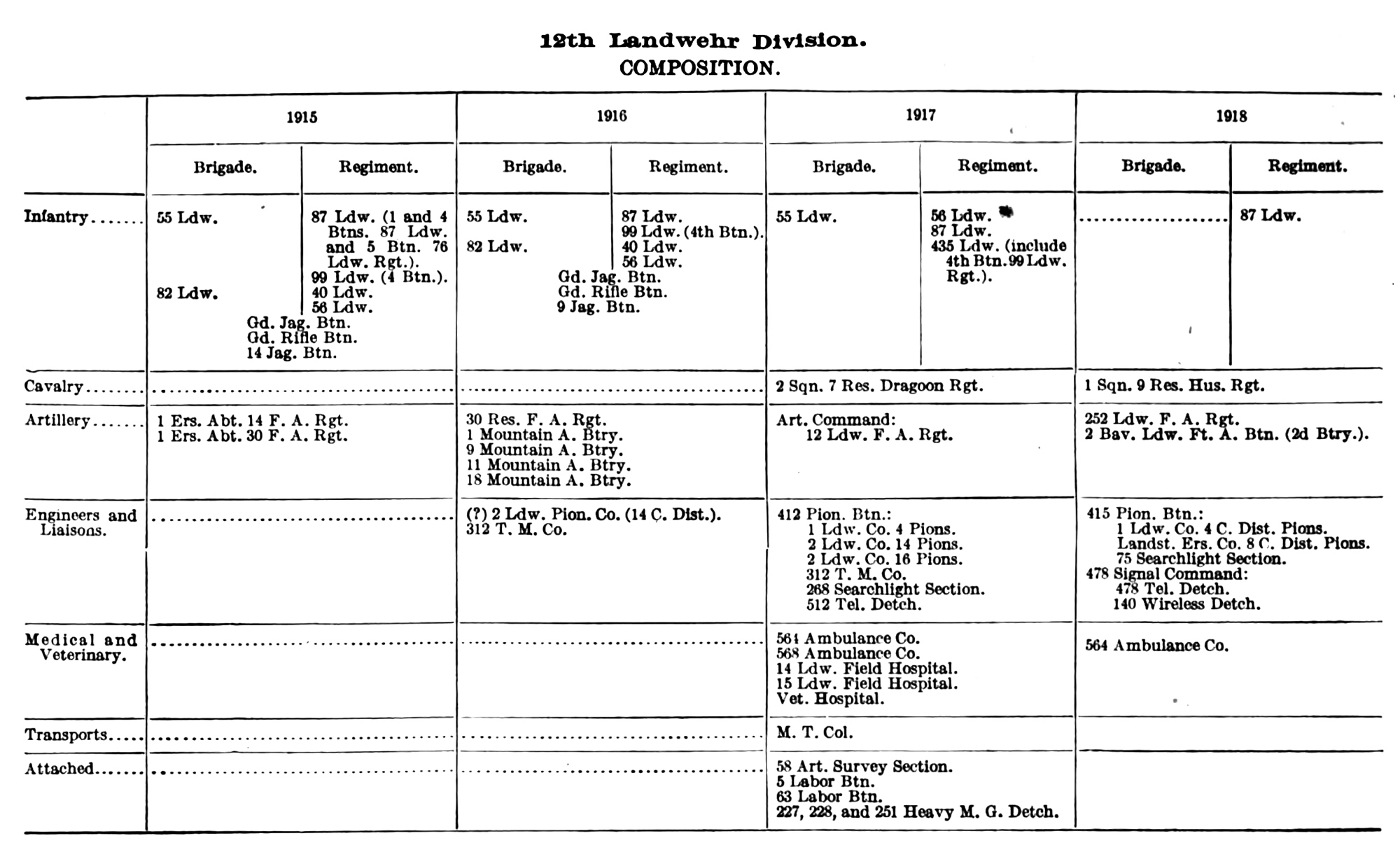
Gliederung 12. Landwehr-Division

#### Hartmannsweilerkopf 1915
- Armeeabteilung Gaede
  - 12. Landwehr-Division
    - Garde-Jäger-Bataillon
    - Garde-Schützen-Bataillon
    - Großherzoglich Mecklenburgisches Jäger-Bataillon Nr. 14

#### Ostfront 1916/17
- 108. Infanterie-Division[57] (vorher Division Beckmann)
  - 5. Infanterie-Brigade
    - 1. Oberrheinisches Infanterie-Regiment Nr. 97
    - 2. Unter-Elsässisches Infanterie-Regiment Nr. 137
    - Reserve-Infanterie-Regiment Nr. 265

  - Großherzoglich Mecklenburgisches Jäger-Bataillon Nr. 14
  - 6. Eskadron/Braunschweigisches Husaren-Regiment Nr. 17 (seit Okt./Nov. 1916)

#### Finnland-Unternehmung 1918

##### Åland-Detachement
- Großherzoglich Mecklenburgisches Jäger-Bataillon Nr. 14[58] (Major Freiherr Schenk zu Schweinsberg) (selbständig)
  - Abteilung/Ersatz-Pionier-Bataillon Nr. 9

##### Detachement Brandenstein
- Detachement Brandenstein
  - Radfahr-Bataillon Nr. 5 (Hauptmann v. Wilamowitz-Moellendorff)
    - 1. Radfahrkompanie des Großherzoglich Mecklenburgischen Jäger-Bataillons Nr. 14 (Hauptmann Schrader)

##### Ostsee-Division
- Ostsee-Division
  - 95. Reserve-Infanterie-Brigade
    - Magdeburgisches Jäger-Bataillon Nr. 4
    - Großherzoglich Mecklenburgisches Jäger-Bataillon Nr. 14
    - Reserve-Jäger-Bataillon Nr. 3
    - 1. und 2. Radfahrkompanie des Jäger-Bataillons Fürst Bismarck (Pommersches) Nr. 2
    - 1. und 2. Radfahrkompanie des Magdeburgischen Jäger-Bataillons Nr. 4
    - Radfahrkompanie 11
- Detachement Brandenstein
  - 5. Radfahr-Bataillon (Hauptmann v. Wilamowitz-Moellendorff)
    - 1. Radfahrkompanie des Großherzoglich Mecklenburgischen Jäger-Bataillons Nr. 14 (Hauptmann Schrader)

### Gliederung

#### 1845
- Leichtes Infanterie-Bataillon
  - Stab
    - 3 Offiziere, 1 Stabshornist, 1 Schreiber

  - 1. Jäger-Kompanie
    - 3 Offiziere, 11 Unteroffiziere, 4 Hornisten, 64 Jäger

  - 2. Schützen-Kompanie
    - 4 Offiziere, 14 Unteroffiziere, 4 Hornisten, 114 Schützen

  - 3. Schützen-Kompanie
    - 3 Offiziere, 14 Unteroffiziere, 4 Hornisten, 114 Schützen

  - 4. Jäger-Kompanie
    - 3 Offiziere, 11 Unteroffiziere, 4 Hornisten, 67 Jäger

#### 1906
- Großherzoglich Mecklenburgisches Jäger-Bataillon Nr. 14[59]
  - 1. Kompanie (Hauptmann von Falkenhayn)
  - 2. Kompanie (Hauptmann von Schwartz)
  - 3. Kompanie (Hauptmann von Rex)
  - 4. Kompanie (Hauptmann Erck)
- Maschinengewehr-Abteilung Nr. 9 (Hauptmann Freiherr von Mülheim-Rechberg) (zugeteilt seit 1902)

#### 1913–1918

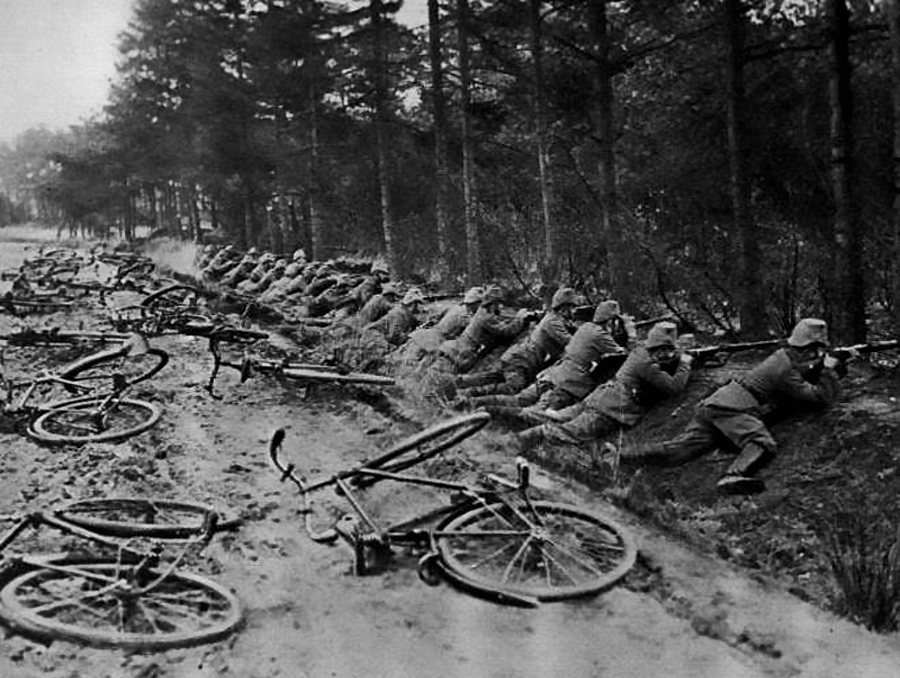
Radfahrer-Patrouille

- Großherzoglich Mecklenburgisches Jäger-Bataillon Nr. 14
  - 1. Kompanie
  - 2. Kompanie
  - 3. Kompanie
  - 4. Kompanie
  - 1. Radfahrkompanie
  - 2. Radfahrkompanie (ab 1915)
  - 1. Maschinengewehrkompanie
  - 2. Maschinengewehrkompanie (ab 1915)
  - Minenwerferkompanie (ab 1915)

#### Finnland-Unternehmung 1918
- Großherzoglich Mecklenburgisches Jäger-Bataillon Nr. 14 (Major Freiherr Schenk zu Schweinsberg)
  - 1. Kompanie (Hauptmann d. R. Schweinfurth)
  - 2. Kompanie (Oberleutnant d. R. von Bülow)
  - 3. Kompanie (Leutnant Koch)
  - 4. Kompanie (Leutnant d. R. Konrad)
  - 1. Maschinengewehrkompanie (Leutnant d. R. Hartmuth)
  - 2. Maschinengewehrkompanie (Leutnant d. R. Hess)

#### Radfahrkompanien
Bereits 1906 wurde in Posen eine erste Versuchs-Radfahrabteilung aufgestellt. Aufgrund der positiven Erfahrungen, entschloss man sich diese als Meldefahrer oder für den Patrouillendienst einzusetzen. 1913 wurde dann die erste Radfahr-Kompanie im Mecklenburger Bataillon aufgestellt. Wie sich zeigen sollte, eigneten sie sich hervorragend für die Aufklärungsarbeit und zur Durchführung überraschender Angriffe. Ihre Mobilität sollte sich auch im Ersten Weltkrieg bewähren.
Im August 1916 wurden die zweiten Radfahrerkompanien der Jägerbataillone zu selbständigen Bataillonen zusammengefasst.

#### Maschinengewehrkompanie
1913 wurde im Bataillon eine Maschinengewehr-Kompanie aufgestellt. Im Verlauf des Krieges und aus der Notwendigkeit heraus wurde eine zweite MG-Kompanie aufgestellt.

## Uniform

### Waffenrock 1821

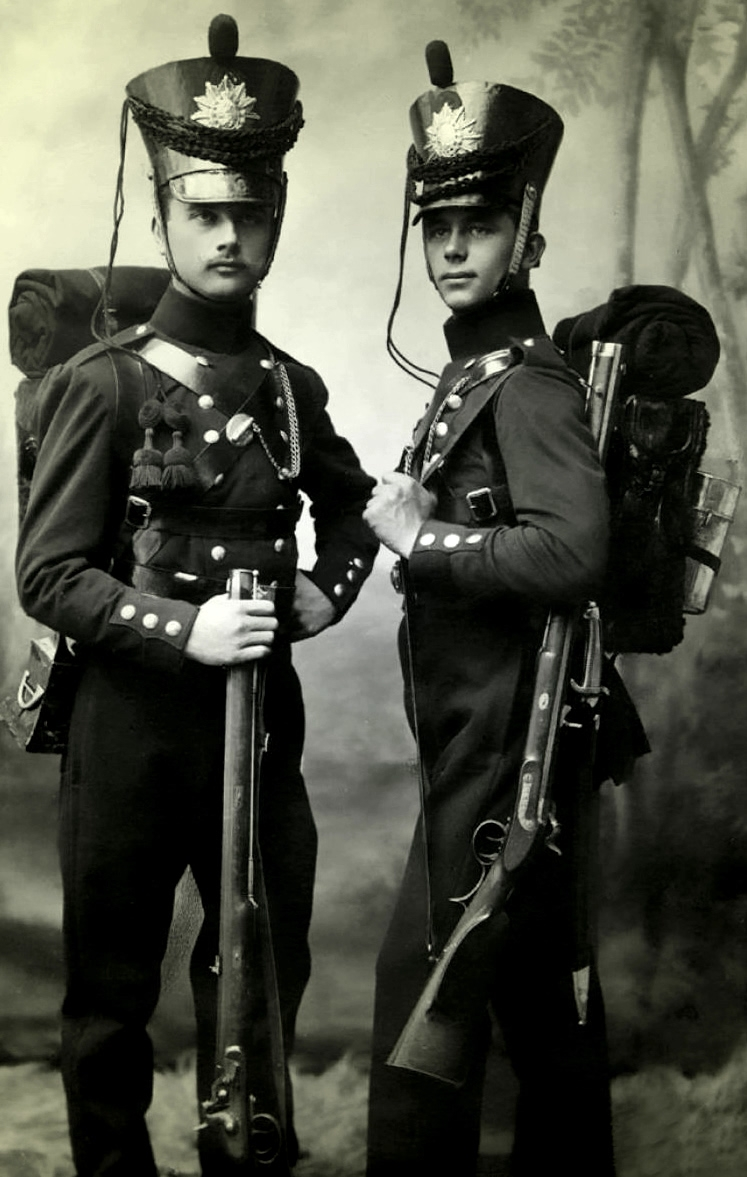
Uniform des Leichten Bataillons

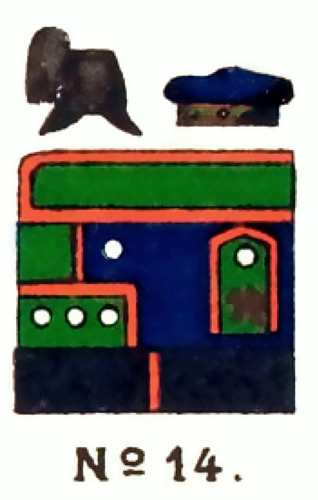
Uniform vor 1890

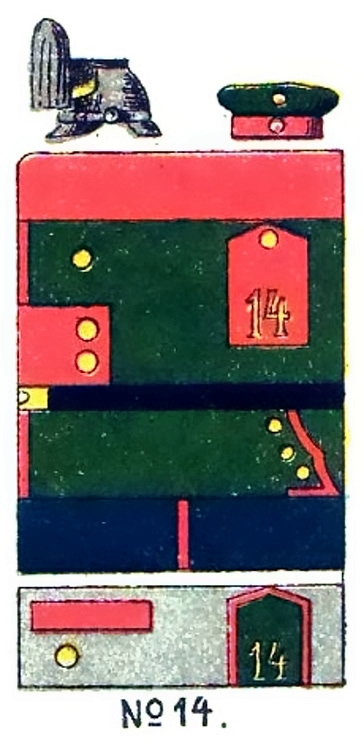
Waffenrock 1890–1899

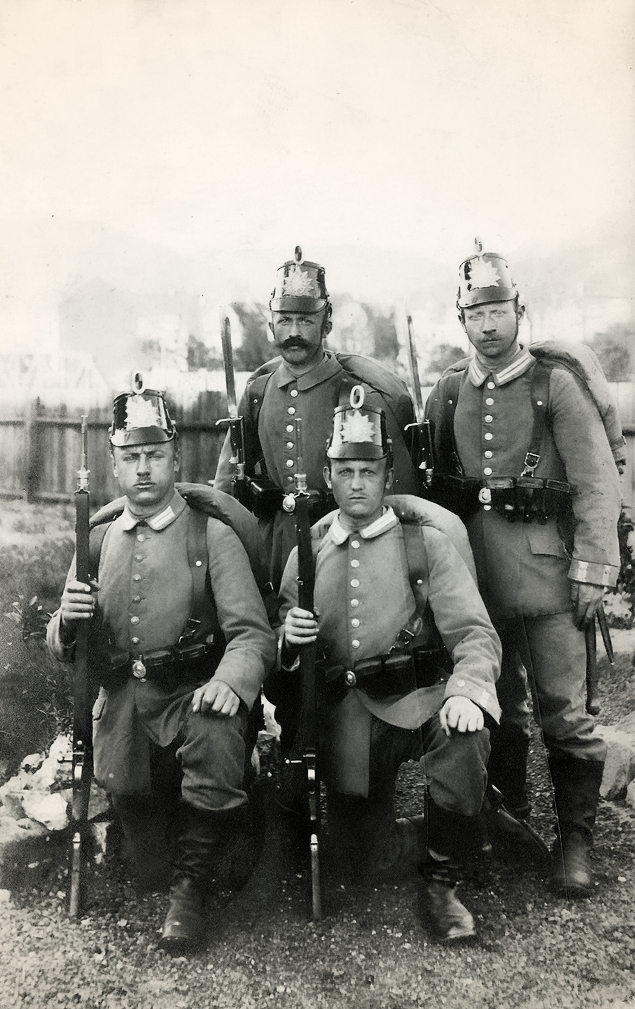
Mecklenburger Jäger

#### Offiziere
- Uniform: Dunkelblaue Kollets mit grünen Kragen und Aufschlägen, Knopflöcher an Kragen und Aufschlägen in silber gestickt.
- Beinkleid: Dunkelgraue Pantalons mit roten Seitenstreifen.
- Kopfbedeckung: Tschako mit Kokarde, Sturmband, goldener Fangschnur und Wappenbeschlag.

#### Mannschaften
- Uniform: Dunkelblaue Kollets mit grünen Kragen, Aufschlägen und Achselklappen, rot paspeliert mit weißen Knöpfen. Graue Ärmeljacke mit grünen Achselklappen, rot paspeliert.
- Beinkleid: Hellgraue Pantalons.
- Kopfbedeckung: Tschako mit Kokarde, Sturmbändern und grünem Pompons, grüne Fangschnur um Federbusch. Im Felddienst mit Tschako-Überzug. Blaue Polismütze mit grünen Streifen und rotem Vorstoß.

#### Dienstgradabzeichen
- Offiziere: Leibriemen, Schärpe in Gold und Landesfarben, silberne Epaulettes mit goldenem Halbmond, in den Feldern mit Horn.
- Feldwebel: Achselklappen mit doppelten silberne Tressen, Ärmelaufschläge mit einfachen silbernen Tressen, goldenes Portepee und Feldzeichen.
- Sergeanten und Stabshornist: silberne Tressen, der Stabshornist mit silbernen Schwalbennestern.
- Korporale: Achselklappen und Aufschläge eingefasst mit weißen Bandtressen.
- Gefreite: Armabzeichen aus Kamelgarn.

Portepees der Schützen, mit roten (1. Kompanie), blauen (2. Kompanie) und grünen (3. Kompanie) Quasten. Unteroffiziere und der Stabshornist trugen Portepees ohne Kompanie-Farbe.

### Waffenrock ab 1845
Ab 1845 trugen die Mecklenburger Jäger blaue Waffenröcke mit grünem Kragen, gelben Knöpfen und brandenburgischen Ärmelaufschlägen, welche 1883 durch schwedische Ärmelaufschläge ersetzt wurden. Aufschläge und Kragen waren ponceaurot paspeliert. In den 1860er Jahren ergaben sich hinsichtlich der Uniformierung und Ausrüstung zahlreiche Veränderungen. 1864 kam das „Käppi“ zur Einführung, welches 1868 vom Jäger-Tschako nach preußischem Muster abgelöst wurde.
Mit den strukturellen Veränderungen des Jahres 1867 einhergehend, trugen die Achselklappen der Jäger und die Epauletten bzw. Schulterstücke der Offiziere nunmehr die Bataillonsnummer „14“. Die Achselklappen der blauen Waffenröcke waren aus grünem Tuch mit rotem Vorstoß. Während die Mäntel mit Achselklappen aus blauem Tuch und grünem Vorstoß versehen waren. Anstatt des Drillichrocks wurde eine lange graue Bluse eingeführt. Im selben Jahr wurde zudem die Dienstgradbezeichnung „Oberjäger“ eingeführt. Die Oberjäger trugen als Dienstgradabzeichen Tressen und grün-goldene Troddeln mit goldenem Quast.
1890 wurden schließlich auch die alten blauen Waffenröcke durch die grünen Waffenröcke nach preußischem Muster ersetzt. Jedoch mit roten Aufschlägen, Kragen und Achselklappen, letztere mit gelber Bataillonsnummer. 1899 wurden wieder die hellgrünen Aufschläge, Achselklappen und Kragen mit rotem Vorstoß eingeführt. Diesem grünen Waffenrock wurde am 2. Dezember 1899 vom Herzogregent Johann Albrecht zu Mecklenburg die silberne Stickerei verliehen.
Auch in Mecklenburg-Schwerin stand die Abschaffung des bunten Uniformrockes bevor. 1909/10 folgte die stufenweise Einführung der feldgrauen Uniform. Der bunte Uniformrock musste nunmehr der feldgrauen Uniform Modell 1907/10 weichen.

### Waffenrock 1908
- Kopfbedeckung: Mütze dunkelgrün mit hellgrünem Besatzstreifen, ponceauroten Vorstößen am Deckelrand und an den Rändern des Besatzstreifens. Der Tschako, als Beschlag der zwölfstrahlige gelbe Stern mit aufgelegtem mecklenburgischen Wappen aus Neusilber. Die Tschakos der Offiziere waren mit vergoldeten Schuppenketten versehen, die der Mannschaften dagegen mit schwarzledernen Kinnriemen ausgestattet. Zur Parade wurde ein schwarzer Haarbusch aufgesteckt. Ab 1897 wurde dann am Tschako die Reichskokarde (schwarz-weiß-rot) rechts und die Landeskokarde (blau-rot-gelb) links angebracht. Im Felddienst wurde der Tschako mit einem schilfgrünen Überzug getragen.
- Waffenrock: Von dunkelgrüner Grundfarbe mit ponceauroten Vorstößen vorne und an den Taschenleisten. Der Kragen hellgrün mit ponceaurotem Vorstoß am oberen und unterem Rand. Die schwedischen Ärmelaufschläge von hellgrüner Farbe mit ponceauroten Vorstößen. Hellgrüne Achselklappen mit ponceaurotem Vorstoß und roter Bataillonsnummer, die Schwalbennester von hellgrüner Farbe. Weiße bzw. silberne Litzen mit Kapellen am Waffenrock und den Kragenpatten der Litewka. Auf den Ärmelaufschlägen des Waffenrocks zwei senkrechte Litzen. Silberne Tressen mit Muster und Nickelknöpfe. Der Leibriemen mit Messingschloss, auf diesem der achtstrahlige neusilberne Stern und das eingelassene Landeswappen.
- Mantel: Von grauer Grundfarbe mit hellgrünen Kragenpatten, Achselklappen gleich denen vom Waffenrock. Die Kragenpatten mit Doppellitzen.
- Beinkleid: Dunkelblaumelierte Tuchhose mit ponceauroten Vorstößen. Drillichhose aus weißem Leinen.
- Schuhwerk: Die geschwärzten Infanteriestiefel.

#### Besonderheiten
Die Felduniform unterschied sich in einigen Details von denen der preußischen Jäger-Bataillone. So waren die hellgrünen Vorstöße (Grasgrün) von hellerem Farbton und die matten Kronenknöpfe aus Nickel gefertigt.

### Felduniform 1915

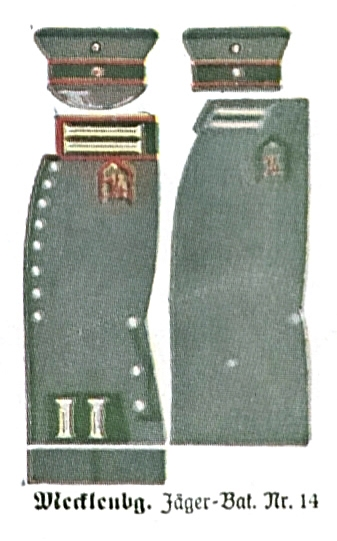
Waffenrock und Feldbluse von 1915

Mit der Allerhöchsten Kabinettsorder vom 21. September 1915 ergaben sich dann letztmals grundlegende Änderungen an der Uniformierung.
Die Grundfarbe des Waffenrockes der Jäger war nunmehr graugrün, die Mäntel von feldgrauer Farbe. Der Kragen am Waffenrock war von hellgrüner Farbe mit rotem Vorstoß und Doppellitzen, Kragen der Feldbluse graugrün mit Kragenspiegel. Schwedische Ärmelaufschläge am Waffenrock hellgrün mit Litzen. Knöpfe des Waffenrocks und der Feldbluse waren von silberner Farbe. Die Achselklappen am Waffenrock hellgrün mit ponceaurotem Vorstoß, an der Feldbluse graugrün mit hellgrünem Vorstoß, beide mit der roten „14“ versehen.
Die Feldmütze, graugrün mit hellgrünem Besatz und ponceaurotem Vorstoß am Besatz, Vorstoß am Deckel von hellgrüner Farbe. Es wurde die Landeskokarde und die Reichskokarde an der Feldmütze getragen.
Auch die Mecklenburger Jäger behielten weiterhin den Tschako als Kopfbedeckung, anfangs noch aus Leder gefertigt. Aufgrund von Materialmangel werden diese jedoch dann aus Filz hergestellt. Im Felddienst mit graugrünem Schutz-Überzug getragen.
Stiefelhose für Offiziere zum Waffenrock graugrün mit hellgrünen Biesen, für Mannschaften ohne Biesen. Das Beinkleid wird wegen der Einsatzbedingungen auch mit Lederbesatz versehen.
Die Infanteriestiefel, in naturfarbenem Zustand bei Mobilmachung im August 1914 ausgegeben. Entsprechend dem Erlass vom 21. September 1915 mussten diese geschwärzt werden. Des Weiteren wurde von den Jägern auch der Schnürstiefel des Modells 1901 (oder Nachfolgemodelle) mit Wickelgamaschen getragen. Dieses Schuhwerk bewährten sich insbesondere in den Einsatzgebieten am Hartmannsweilerkopf und in den Dolomiten.
Der Lederkoppel, aus naturfarbenem oder schwarzem Leder mit Koppelschloss, dieses aus Messing oder Nickel gefertigt, mit dem Mecklenburger Wappen als Besatz.
Auf Grundlage der Bestimmungen vom 21. September 1915, folgten am 18. Mai 1916 die Großherzoglich-Schweriner Bestimmungen für Änderungen an den Uniformen der Offiziere und Mannschaften, diese beinhalteten notwendige Anpassungen.
Im Februar 1916 wurden die deutschen Truppen mit dem Stahlschutzhelm Modell 1916 ausgerüstet.

### Chronik
- 1844 – Mit dem Brigade-Befehl vom 15. Dezember 1844 wurden die Kollets nach französischem Muster abgeschafft. Von da an wurden Waffenröcke nach preußischem Vorbild getragen. Die Oberröcke wurden ebenfalls abgeschafft. Den Offizieren wurde das Tragen von Paletots erlaubt.
- 1847 – Mit dem Befehl vom 27. Juni 1847 kamen Käppis nach französischem Muster[66] zur Einführung. Die aus Tuch gearbeiteten Käppis waren zudem mit einem schwarzen Haarbusch versehen.
- 1850 – Auf den Achselklappen getragene Hörner fielen weg, ebenso die Wappen auf den Schildern der Säbelkoppel.
- 1867 – Die Kragen der Waffenröcke waren von nun an abgerundet. Offiziere erhielten preußische Achselstücke, die in den Landesfarben durchwirkt waren.
- 1868 – Einführung der Tschakos nach preußischem Muster.[67]

## Fahnen und Auszeichnungen

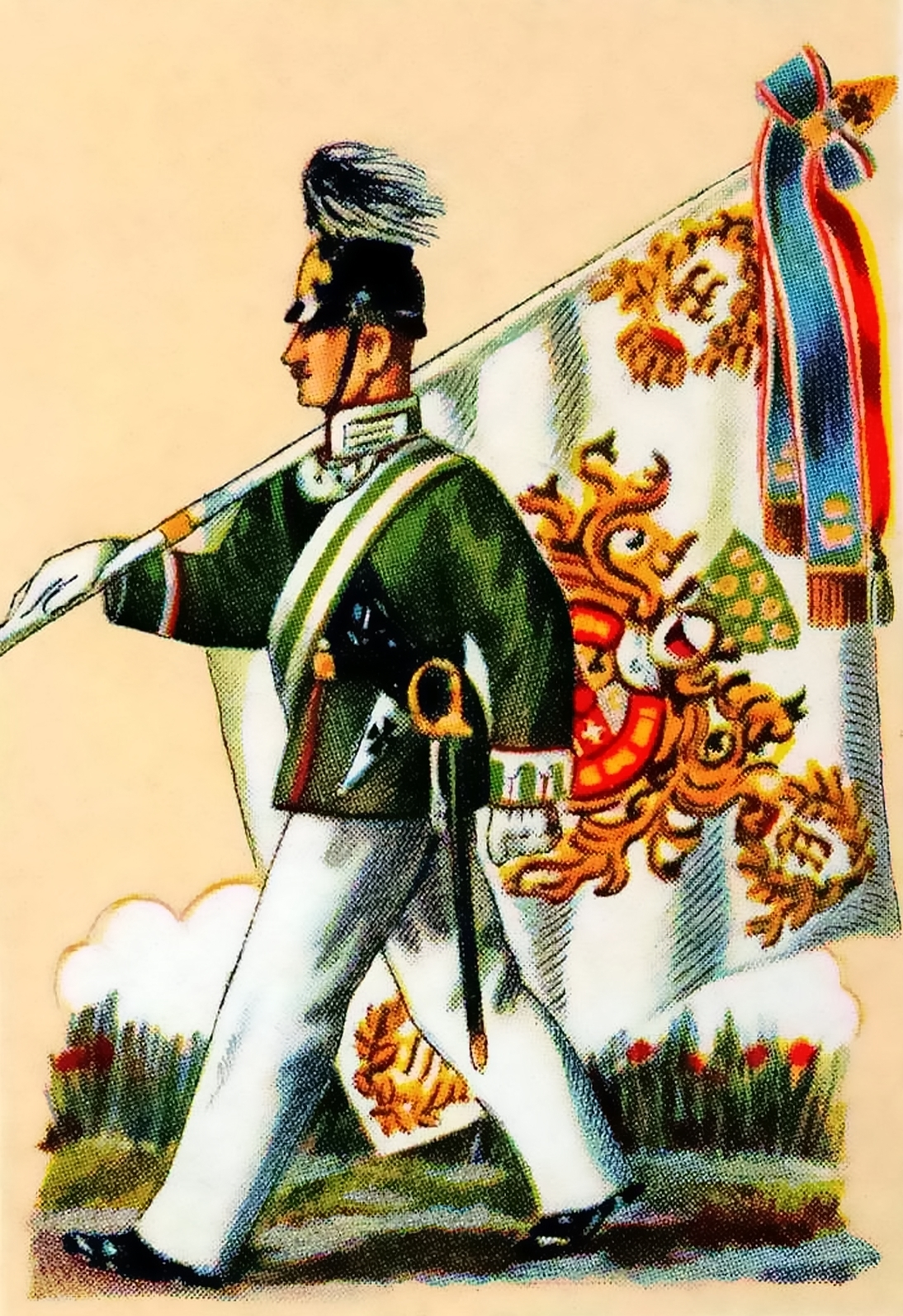
Fahne von 1904

### Fahnen
Im Juni 1838 trat die mecklenburgische Brigade auf dem Exerzierplatz am Haselholze zusammen. Dort übergab Großherzog Paul Friedrich dem „Leichten Infanterie Bataillon“ am 17. Juni eine Fahne. Das Tuch der Fahne wurde von Großherzogin Alexandrine zu Mecklenburg bestickt und dem Bataillon als persönliche Schenkung übergeben.
Aufgrund der Teilnahme am Feldzug 1866, erhielt die Bataillonsfahne im Herbst desselben Jahres das Band des preußischen Erinnerungskreuzes mit Schwertern.
Am 13. Juni 1871 wurde der Fahne das Mecklenburgische Militär-Verdienstkreuz verliehen, mit den zugehörigen Bändern. Das Eiserne Kreuz erhielt die Fahne am 11. April 1872, ebenso die Jahreszahlen der Feldzüge 1848, 1849, 1866 und 1870/71 auf der Fahnenkappe.
Nach der Parade am 24. Mai 1881, erhielt die Fahne des Bataillons ein von der Großherzogin gestiftetes besticktes Fahnenband.
1904 erhielt das „Großherzoglich Mecklenburgische Jäger-Bataillon Nr. 14“ eine neue Fahne. Die feierliche Nagelung und Weihe der Fahne wurde am 22. August in der Waffenhalle des Schweriner Schlosses vollzogen.

### Auszeichnungen
- 1845 – Dem Bataillon wurden durch Großherzog Friedrich Franz II. zwei Ehrenbüchsen überreicht.[72] Sie sollten vom jeweils besten Schützen der Kompanie geführt werden.
- 1873 – Als Schenkung des Großherzoges erhielten die Mecklenburger Jäger Dachsfell-Tornister.[73]
- 1881 – Friedrich Franz II. gestattete Offizieren des Jäger-Bataillons den großherzoglichen Namenszug – eingefasst von silbernen Eichenkranz und mit goldener Krone – am Säbelgriff zu tragen.[70]
- 1909 – Die Mecklenburger Jäger der 4. Kompanie siegten beim Preisschießen für Offiziere und Unteroffiziere des Korps der Preußischen Armee. Das Kaiserabzeichen trugen die Jäger am rechten Oberarm.
- 1918 – Der Bataillonschef stiftete dem Bataillon ein Gemälde. Das Bild zeigte einen knienden mecklenburgischen Jäger in seiner graugrünen Felduniform mit dem Gewehr im Anschlag. Unterhalb der Darstellung die vom herzoglichen Wappen flankierte zeitgenössische Widmung: Den tapferen mecklenburgischen Jägern zur Erinnerung an ihre Heldenkämpfe für die Freiheit unseres deutschen Vaterlandes, gewidmet von ihrem Chef Herzog Johann Albrecht zu Mecklenburg.

## Bataillonsmarsch
Dem Bataillon wurde als Präsentiermarsch der vom preußischen König Friedrich Wilhelm III. komponierte Präsentiermarsch ( AMS I, 1a) verliehen. Den von Ferdinand Radeck (1828–1903) komponierten Fridericus Rex-Grenadiermarsch (AMS II, Nr. 198) erhielt das Bataillon als Parademarsch.
Am 23. Januar 1899 wurde dem Bataillon der von August Reckling komponierte Jägermarsch Waidmannsheil (AMS II, 265) als Parademarsch verliehen.

## Bewaffnung und Ausrüstung
Die Jäger genossen eine sehr intensive Ausbildung an der Schusswaffe. Dies machte sich insbesondere in den kurzen Zeitintervallen der Schießübungen bemerkbar. Dadurch konnte gewährleistet werden, dass die Bataillons-Angehörigen ihre Schusswaffen ausgezeichnet beherrschten. Es wurde auf Entfernungen bis zu 600 Meter – aufgelegt oder freihändig – geschossen.
Mit der Einführung der „Schießinstruktion für die Infanterie“ im Jahr 1845, erhielten die Schützen ein maßgebendes Reglement. Für die Jäger ergaben sich gesonderte Vorschriften, die insbesondere den erhöhten Munitionsbedarf und die höheren Leistungsanforderungen regelten. 1852 erfuhr die Schießinstruktion einige Abänderungen, die sich hauptsächlich auf die Zieldarstellung bezogen.

### Schusswaffen

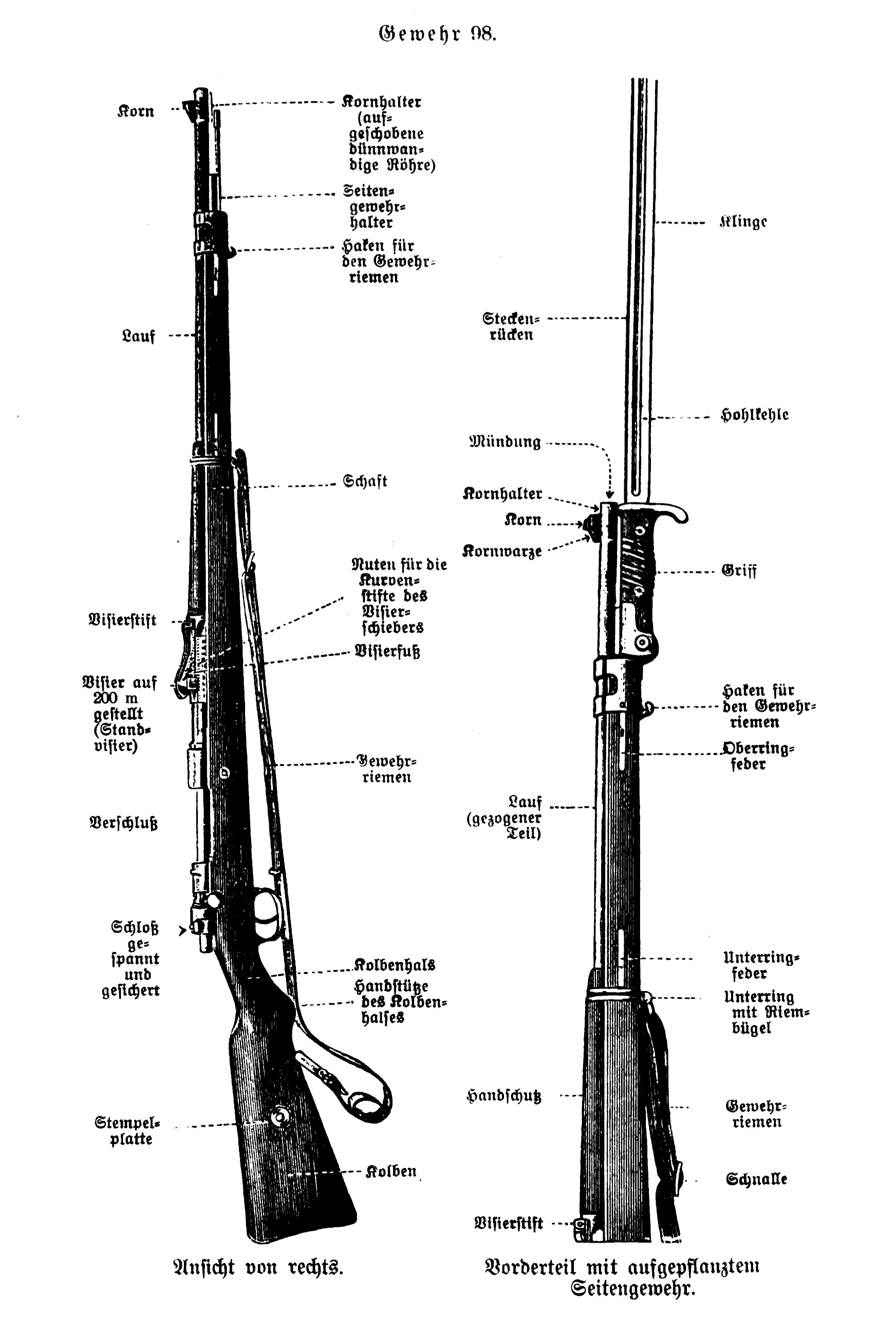
Gewehr Modell 1898 mit Seitengewehr

- 1821 – Anfänglich ist das Bataillon mit leichten Infanteriegewehren und Bajonett ausgerüstet.
- 1822 – Jede Kompanie wurde mit 30 englischen Büchsen ausgerüstet. Infanteristen die mit diesen Büchsen ausgestattet waren, erhielten ab diesem Zeitpunkt die Bezeichnung „Jäger“.[81]
- 1842 – Die Schützenkompanien waren ausgerüstet mit französischen Voltigeurgewehren, die Jäger hingegen mit Perkussionsbüchsen.
- 1857 – Ausrüstung mit Jägerbüchsen System Thouvenin des Suhler Herstellers „S & C“.
- 1864 – Ausrüstung mit dem Füsiliergewehr Modell 1860.
- 1866 – Einführung der Jägerbüchse Modell 1865.
- 1873 – Großherzog Friedrich Franz II. ließ sich am 24. März bei Schießversuchen an der preußischen Infanterie-Schießschule das Gewehr Modell 1871 vorführen.[82]
- 1875 – Ausrüstung mit der Jägerbüchse Modell 1871.
- 1886 – Anschaffung von Gewehren des Modells 1871/84 (Modifikation).
- 1890 – Einführung des Infanteriegewehrs Modell 1888.
- 1904 – Einführung des Gewehrs Modell 1898.
- 1915 – Ausrüstung des Gewehrs 98 mit dem dreifach Goertz-Zielfernrohr.
- 1916 – Die Kompanien wurden mit jeweils zwei zum Scharfschützengewehr modifizierten Langwaffen ausgerüstet.

### Blankwaffen
- 1821 – Die Offiziere erhielten Säbel mit Greifenkopf und Stahlscheide. Unteroffiziere erhielten denselben Säbel, allerdings ohne Zierrat.
- 1874 – Es wurde ein Leibriemen mit verschiebbarer Säbeltasche eingeführt.
- 1880 – Einführung des Säbels mit gebogener Klinge und vergoldetem Bügel. Der Bügelkopf war mit einem Greif verziert.
- 1881 – Der Hirschfänger, Griff aus Messing, gerade Stahlklinge und Lederscheide mit Beschlag. Dieser Hirschfänger wurde als Seitengewehr getragen und konnte nicht aufgepflanzt werden.
- 1888 – Einführung des kurzen Seitengewehrs Modell 71/84.
- 1892 – Infanteriesäbel preußisches Modell; der Griff verziert mit Greifenkopf und dem aufgelegten bekrönten Namenszugs „FF“, der von silbernen Eichenlaub eingefasst war. Getragen wurde der Säbel in einer geschwärzten Stahlscheide. Feldwebel trugen den Säbel in einer Lederscheide mit Beschlag.
- 1892 – Wiedereinführung des Hirschfängers Modell 71.
- 1914 – Einführung des Infanterie-Seitengewehrs SG 98/05.
- 1916 – Ausrüstung mit dem Demag Dolchbajonett.

### Ausrüstung

#### Ausrüstung 1821
Der Tornister von 1821 hatte weiße Packriemen und schwarzlederne Tragriemen. Eine hölzerne Feldflasche und das Pulverhorn gehörten ebenso zur Ausrüstung der Jäger. Der Schwarze Säbelkoppel, das Patronentaschen-Bandelier und die schwarze Patronentasche mit Überzug vervollständigten die Ausrüstung.
Die Hornisten waren mit dem Signalhorn, das mit einer Banderole verziert war, ausgestattet.

#### Tornister 1873
Der Tornister, auch „Dachs“ genannt, war aus schwarzem Kalbsfell gefertigt, mit einem Überwurf aus rauem Dachsfell. Die Tragriemen und Patronentasche waren aus schwarzem Leder gearbeitet. Auf diesen Tornistern konnte das Kochgeschirr, die Patronentasche sowie der gerollte graue Mantel geschnallt werden.

#### Ausrüstung 1915
Der Tornister Modell 1907/13 war mit feldgrauem Segeltuch bespannt und hatte ein Rückenteil aus Kalbsfell. Weitere Ausrüstungsgegenstände waren die Feldflasche Modell 1915 aus verzinktem Stahlblech mit einem feldgrauen Überzug und das Essgeschirr Modell 1910. Für den Stellungsbau stand dem Jäger der Feldspaten zur Verfügung.

#### Chronik
- 1870 – Einführung neuer Tornister nach preußischem Modell für Offiziere der Infanterie und des Jäger-Bataillons.
- 1872 – Die alten Munitions- und Packkarren wurden abgeschafft und durch neue Packwagen ersetzt. Jede Kompanie erhielt zwei Wagen.
- 1875 – An Schanzzeug wurden angeschafft, 200 kleine Spaten, 40 Beile, 58 große Spaten und 18 Kreuzhacken.

## Bataillonschef und Kommandeure

### Bataillonschef

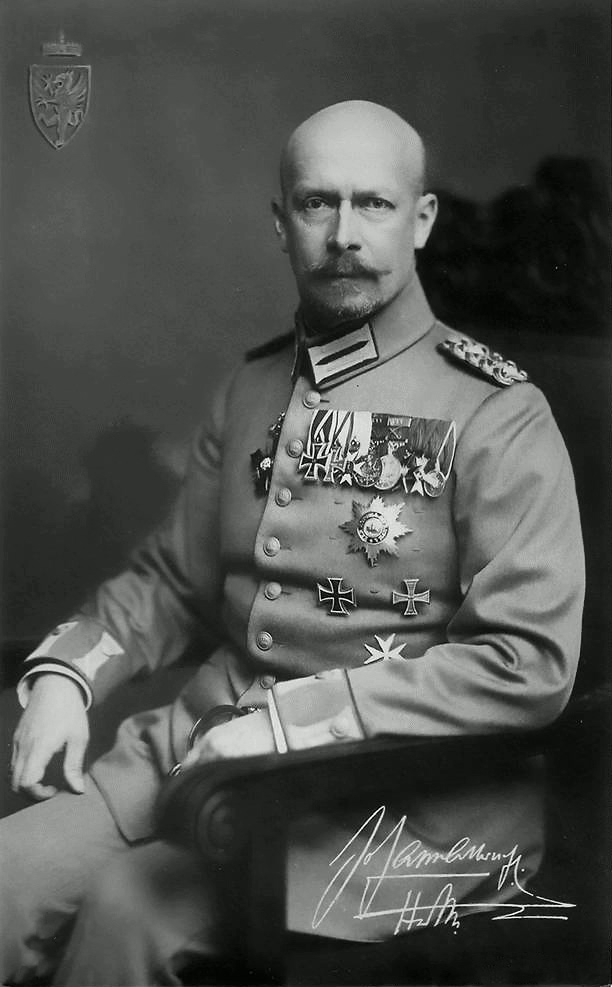
Der Bataillonschef, Herzog Johann Albrecht zu Mecklenburg

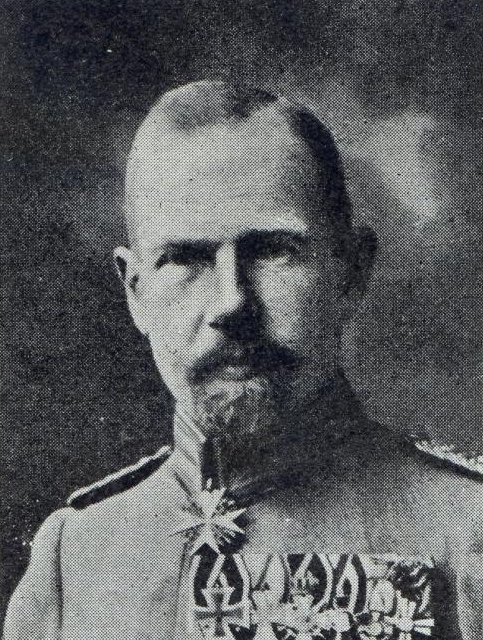
Major Schenck zu Schweinsberg, Kommandeur des Jäger-Bataillons Nr. 14

| Dienstgrad             | Name                           | Datum                                |
| ---------------------- | ------------------------------ | ------------------------------------ |
| General der Infanterie | Johann Albrecht zu Mecklenburg | 08. April 1901 bis 14. November 1918 |

### Kommandeure
| Dienstgrad                  | Name                                        | Datum                                                                                                |
| --------------------------- | ------------------------------------------- | --- |
| Major/Oberstleutnant        | Ludwig von Bilguer                          | 01. Juni 1821 bis 4. April 1840                                                                      |
| Major/Oberstleutnant        | Karl von Sprewitz                           | 04. April 1840 bis 1. Juli 1845                                                                      |
| Major                       | Ehrenreich von Nußbaum                      | 01. Juli 1845 bis 19. September 1852                                                                 |
| Major                       | Gustav Wilhelm Oldenburg                    | 19. September 1852 bis 1. April 1856                                                                 |
| Major/Oberstleutnant        | August von Bilguer                          | 01. April 1856 bis 24. November 1858                                                                 |
| Major                       | Julius von Normann-Ehrenfels                | 24. November 1858 bis 1. Oktober 1860                                                                |
| Major                       | Vollrath von Bülow                          | 01. Oktober 1860 bis 26. Juni 1863                                                                   |
| Major                       | Otto von Lützow                             | 06. Juli 1863 bis 25. März 1866                                                                      |
| Major/Oberstleutnant        | Ulrich von Klein                            | 27. März 1866 bis 24. März 1870                                                                      |
| Oberstleutnant              | Wilhelm von der Osten                       | 25. März 1870 bis 24. Juli 1870                                                                      |
| Major                       | Franz von Gaza                              | 24. Juli 1870 bis 29. März 1871 (für die Dauer des mobilen Verhältnisses mit der Führung beauftragt) |
| Major                       | Wenzeslaus Karl Georg von Paczinsky-Tenczin | 29. März 1871 bis 16. April 1874                                                                     |
| Major/Oberstleutnant/Oberst | Friedrich von Strantz                       | 16. April 1874 bis 18. November 1883                                                                 |
| Major/Oberstleutnant        | Viktor von Usedom                           | 04. November 1883 bis 14. Februar 1890                                                               |
| Major/Oberstleutnant        | Hans von Bonin                              | 20. Februar 1890 bis 8. April 1893                                                                   |
| Oberstleutnant              | Ulrich von Zanthier                         | 08. April 1893 bis 31. März 1897                                                                     |
| Major                       | Friedrich von Cochenhausen                  | 31. März 1897 bis 25. Mai 1901                                                                       |
| Oberstleutnant/Oberst       | Alwin Schmundt                              | 25. Mai 1901 bis 21. März 1907                                                                       |
| Oberstleutnant              | Emmo von Dewitz                             | 04. April 1907 bis 23. März 1911                                                                     |
| Oberstleutnant              | Eberhardt von Brandenstein                  | 23. März 1911 bis 2. August 1914                                                                     |
| Major                       | Joachim von Schäffer                        | 02. August 1914 bis 23. Januar 1915                                                                  |
| Major                       | Hans Freiherr Schenck zu Schweinsberg       | 23. Januar 1915 bis März 1919                                                                        |

## À la suite
| Dienstgrad     | Name                           | Datum                     |
| -------------- | ------------------------------ | ------------------------- |
| Oberstleutnant | Johann Albrecht zu Mecklenburg | seit dem 8. Dezember 1857 |

## Tradition
Die Tradition übernahm in der Reichswehr, durch Erlass des Chefs der Heeresleitung General der Infanterie Hans von Seeckt vom 24. August 1921, die 3. Kompanie des 6. Infanterie-Regiments in Schwerin.
Ehemalige Angehörige des Bataillons organisierten sich in Kriegervereinen, die Offiziere hingegen im „Offizier-Verein des ehemaligen Großherzoglich Mecklenburgischen Jäger-Bataillons Nr. 14 e. V.“. Unter Einfluss des Vereins, erschien das „Nachrichtenblatt der Offizier-Kameradschaft des ehem. Großh. Meckl. Jäger-Bataillons Nr. 14 e. V.“. Anlässlich des 100-jährigen Jubiläums der Errichtung des mecklenburgischen Jäger-Bataillons Nr. 14, der Einweihung des Jäger-Denkmals in Schwerin, organisierte der Verein die Feierlichkeiten vom 31. Mai bis 2. Juni 1921.
In Mecklenburg gründeten ehemalige Angehörige der Jäger-Bataillone insgesamt 25 Vereine, die wiederum im „Mecklenburger Jägerbund“ organisiert waren. Einer dieser Vereine war der „Verein ehemaliger Schützen und Jäger Boizenburg und Umgebung“.

## Gedenkkultur

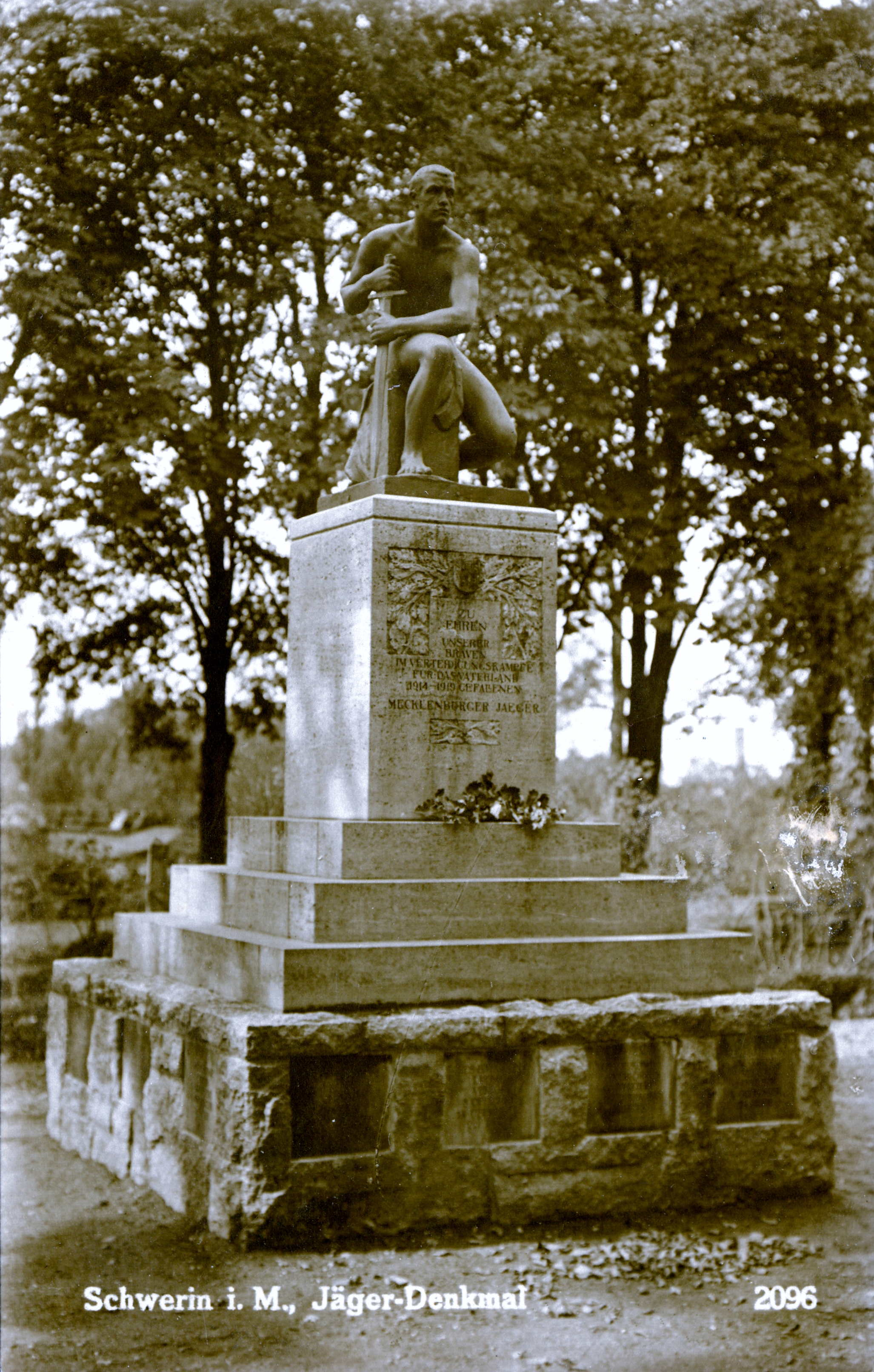
Jägerdenkmal Schwerin

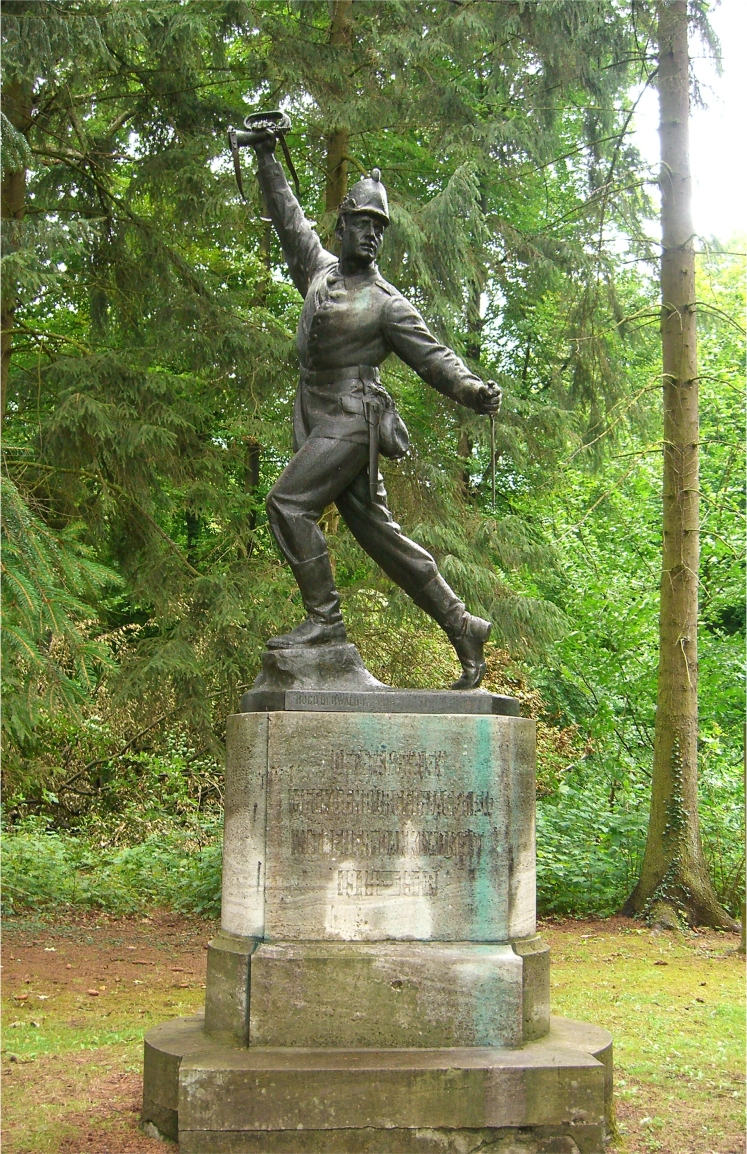
Jägerdenkmal Ludwigslust

### Ehrenmal der Feldzüge 1848/1849
Am 5. Juni 1853 fand in Anwesenheit der großherzoglichen Familie die feierliche Enthüllung und Einweihung des Ehrenmals für die Gefallenen der Feldzüge 1848 und 1849 auf der Anhöhe – als Monumentenberg bekannt – am Exerzierplatz Haselholze statt. Das Denkmal bestand aus einem drei Meter hohen Granitwürfel und dem überlebensgroßen behelmten Kopf des Kriegsgottes Mars. Der Granitsockel war von großen Feldsteinen umgeben und wurde von einem hüfthohen schmiedeeisernen Zaun gerahmt.
An den Sichtflächen befanden sich Gedenktafeln. Die erste Tafel war mit der Inschrift Den in Schleswig und Baden während der Feldzüge 1848 und 1849 gefallenen mecklenburgischen Kriegern ihre Kameraden versehen. Die zweite Tafel zeigte hingegen die Inschrift Es starben den Heldentod und die Namen der 47 Toten.
Das Ehrenmal ist nicht erhalten. Die noch vorhandenen Reste wurden 1971/73 im Zuge der Baumaßnahmen für das Wohngebiet Großer Dreesch zerstört.

### Deutsch-Französischer Krieg 1870/71
Für die 66 Gefallenen und 27 durch Krankheit Verstorbenen des Bataillons wurden in Schwerin gleich fünf Denkmäler errichtet. Vor dem Quartierhaus am Güstrower Tor stand ein würfelförmiges Denkmal aus grob behauenem Granit mit vier eingelassenen grauen Marmortafeln, die vordere trägt eine Widmungsinschrift, die seitlichen die Namen der Toten, die hintere die Orte der Belagerungen, Schlachten und Gefechte, an denen das Bataillon teilgenommen hatte. Neben dem Denkmal standen ein erbeutetes französisches Feldgeschütz und eine Mitrailleuse, beides Geschenke des Großherzogs. Die Denkmalsweihe fand am 2. Dezember 1872 statt.
Für die vier Kompanien des Bataillons sind 1872/73 unterschiedlich gestaltete Denkmäler errichtet worden, die bei den Schießständen auf dem Schelfwerder standen. Lediglich von einem Denkmal gibt es noch Fragmente.
Allen Toten des Deutsch-Französischen Krieges ist die Siegessäule in Schwerin gewidmet.

### Jägerdenkmal am Hartmannsweiler Kopf
Das Jägerdenkmal am Hartmannsweiler Kopf wurde 1915 auf Befehl des Abschnittskommandeurs Major Kachel errichtet und sollte an die dort kämpfenden Jägerbataillone erinnern. Die meisten der dort kämpfenden Bataillone ließen am Jägerdenkmal Gedenktafeln anbringen.
1959 wurde das gegen Ende des Zweiten Weltkriegs zerstörte Jägerdenkmal wieder errichtet.

### Jägerdenkmal in Ludwigslust
Am 5. Mai 1921 fand im Schlosspark Ludwigslust die feierliche Einweihung des in Auftrag des Großherzogs von Hugo Berwald entworfenen und modellierten Jägerdenkmals statt. Das Kriegerdenkmal zeigt ein in Bronze gegossenen vorwärtstürmenden Jägerhornisten. Auf zwei separat stehenden Stelen sind 74 Namen von mecklenburgischen Forstleuten eingearbeitet, welche im Großherzoglich Mecklenburgischen Jäger-Bataillon Nr. 14 dienten und gefallen waren.
An der feierlichen Einweihung nahmen der abgedankte Großherzog Friedrich Franz IV., ehemalige Jäger und eine Abordnung des Reichswehr-Reiterregiments Nr. 14 teil.

### Jägerdenkmal in Schwerin
Das von Bildhauer Ernst Müller-Braunschweig geschaffene Denkmal wurde am 1. Juni 1921 eingeweiht. Auf dem Sandsteinsockel thronte ein aus Bronze gegossener Krieger, der sich ruhend auf sein Schwert stützte. In der Sichtplatte fand sich die Widmung Zu Ehren unserer Braven im Verteidigungskampfe 1914–1919 gefallenen Mecklenburger Jäger. Die Inschrift wurde vom mecklenburgischen Wappen bekrönt und teils von Eichenlaub eingefasst. Im Sockel aus Bruchsteinen befanden sich die Gedenktafeln, welche an die einzelnen Jägerkompanien erinnerten. Das Denkmal wurde nach 1945 zerstört. Erhalten ist die mittlerweile stark verwitterte Sichtplatte mit Inschrift.

### Jägerstraße
Die zu Ehren der Jäger benannte Straße wurde am 25. Juli 1950 in Große Wasserstraße umbenannt.

## Bekannte Bataillonsangehörige
- Paul von Felbert (* 9. November 1894 in Wiesbaden; † 3. Februar 1973 ebenda) Generalmajor der Wehrmacht, als Fähnrich trat er im April 1912 in das Großherzoglich Mecklenburgische Jäger-Bataillon Nr. 14 ein. Im Rang eines Leutnants diente er während des Ersten Weltkrieges unter anderem als Kompanie-Führer im mecklenburgischen Jäger-Bataillon. Im Dezember 1914 wurde er in den Vogesen als Leutnant der 2. Kompanie leicht verwundet und im Juli 1915 schwer verwundet.[92] Mitte Juni 1918 wurde Paul von Felbert zum Oberleutnant befördert. Später diente er in der Reichswehr und folgend in der Wehrmacht. Zum Generalmajor wurde er am 1. Oktober 1943 befördert. Als Kommandant der Feldkommandantur 560 in Besançon geriet er im September 1944 in englische Gefangenschaft.
- Fritz Ludwig Guderian (* 2. Oktober 1890 in Kulm, † 11. März 1941 in Berlin-Zehlendorf), jüngerer Bruder von Heinz Guderian, trat 1909 als Fähnrich in das Großherzoglich Mecklenburgische Jäger-Bataillon Nr. 14 ein und wurde 1910 zum Leutnant befördert.[93] Im Rang eines Oberleutnants fungierte er vom 2. bis 28. August 1914 als Bataillonsadjutant im Großherzoglich Mecklenburgischen Reserve-Jäger-Bataillon Nr. 14.[94] Später diente Guderian als Ordonnanzoffizier im Alpenkorps und wurde zum Hauptmann befördert. Von 1936 an war er im Reichskriegsministerium tätig und wurde dann als Oberstleutnant in der technischen Abteilung des Generalstabs des Heeres eingesetzt.
- Albert Mühlig-Hofmann (* 19. Januar 1886 in der Oberförsterei Grünheide bei Posen; † 17. Mai 1980 in Heidelberg) trat 1904 als Fahnenjunker in das Großherzoglich Mecklenburgische Jäger-Bataillon Nr. 14 ein. 1912 wurde er zum Flugzeugführer ausgebildet. Von Mai 1915 bis Juli 1916 war er Führer der Feldflieger-Abteilung 38, danach bekleidete er Verwaltungsposten bei den Luftstreitkräften. Zwischen Juni und November 1918 übernahm er die Flieger-Abteilung 219 (Artillerie). Nach dem Waffenstillstand war er noch einige Monate Leiter der Fliegerabteilung 414, bis er im Januar 1920 im Range eines Majors aus dem Militärdienst entlassen wurde. Von 1922 bis Juli 1926 war Mühlig-Hofmann Direktor der Rumpler Luftverkehrs AG, ab 1933 Tätigkeit im Reichsluftfahrtministerium. Erhielt 1940 den militärischen Rang eines Generalleutnants.
- Karl Ludwig Peppler (* 1. Juli 1897 in Hamburg, † unbekannt), Leiter des Amtes für Sozialpolitik in der Deutschen Arbeitsfront. Karl Peppler trat im Frühjahr 1916 als Fahnenjunker in das Großherzoglich Mecklenburgische Jäger-Bataillon Nr. 14 ein. Er nahm folgend an den Kämpfen an der Ostfront und in Finnland teil. Im März 1919 wurde er aus dem Militärdienst entlassen.

## Reserve-Verband

### Reserve-Jäger-Bataillon Nr. 14

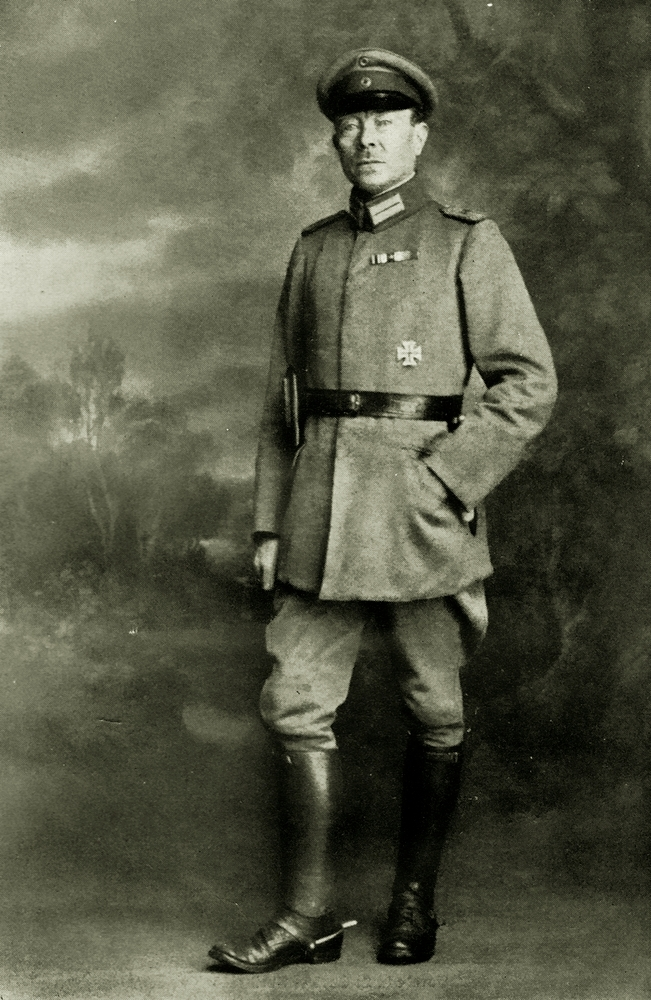
Hauptmann Schneidewind

Im August 1914 wurde in Colmar und Neu-Breisach das „Großherzoglich Mecklenburgisches Reserve-Jäger-Bataillon Nr. 14“ aufgestellt. Der Stamm aus Colmar – 2 Offiziere und 35 Jäger – organisierten die Formierung des Reserve-Verbandes, der folgend von Hauptmann Schneidewind befehligt wurde. Die Ausrüstung, Uniformierung und Bewaffnung entsprach der des Großherzoglich Mecklenburgischen Jäger-Bataillons Nr. 14.
Das Bataillon wurde 1914 zunächst der 28. Reserve-Division unterstellt. Anfangs nahm es an den Kämpfen in den Vogesen teil, dann im Bewegungs- und Stellungskrieg in Nordfrankreich.
Ab Ende Mai 1915 kämpfte das Bataillon – dem Jäger-Regiment Nr. 2 zugeteilt – im Verband des Alpenkorps an der Tiroler Dolomitenfront. Dessen Aufstellung am 15. Mai befohlen wurde. An der Seite der Österreicher verblieben die Mecklenburger bis Mitte Oktober 1915 in Tirol. Auch auf diesem Kriegsschauplatz kam es zu teils schweren Verlusten. Im Jahresübergang 1915/16 verlegte der Verband an die Balkanfront, um dort erneut an der Seite österreichischer Verbände zu kämpfen.
Bis Kriegsende kämpfte das Reserve-Jäger-Bataillon Nr. 14 weiter auf den Kriegsschauplätzen der West- und Südostfront. Hier sind insbesondere die mehrmonatigen Kämpfe in Verdun von 1916 und die der zwölften Isonzoschlacht – im Verband der 14. Armee – im Oktober 1917 anzumerken. Nach Kriegsende wurde das Bataillon im November 1918 in Pößneck aufgelöst.

#### Gefechtskalender 1914–18

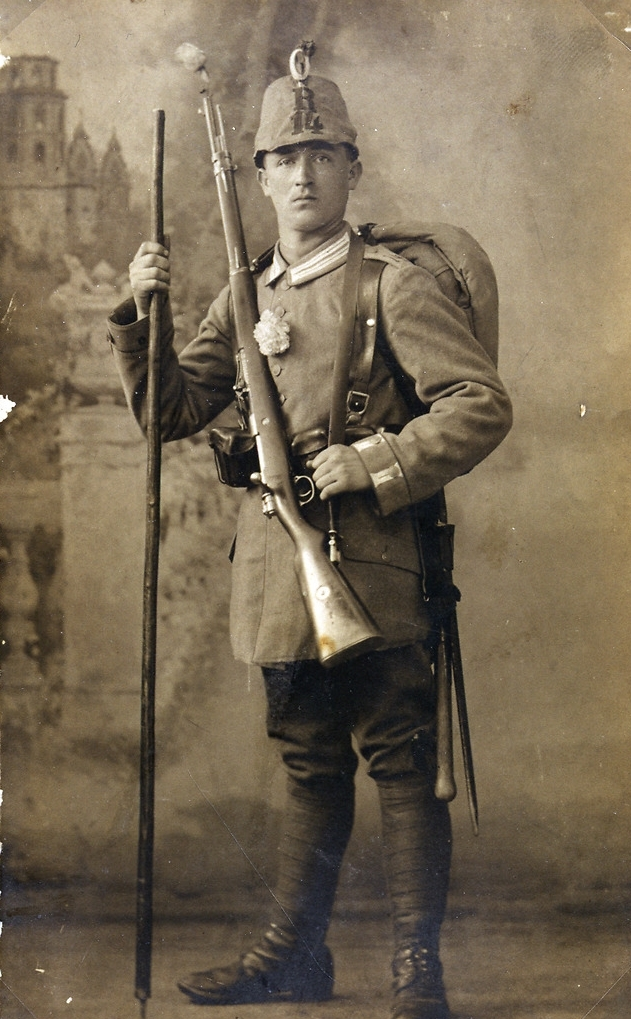
Jäger des Reserve-Bataillons Nr. 14

##### 1914
- 05. bis 19. August – Gefechte in den Vogesen
- 20. bis 22. August – Schlacht in den mittleren Vogesen
- 22. August bis 14. September – Schlacht vor Nancy-Épinal
- 23. September bis 6. Oktober – Schlacht an der Somme
- 07. bis 10. Oktober – Stellungskämpfe westlich St. Quentin
- ab 10. Oktober – Stellungskämpfe im Artois westlich Bapaume

##### 1915
- bis Januar – Stellungskämpfe im Artois westlich Bapaume
- 28. Mai bis 13. Oktober – Kämpfe in Tirol
- 13. bis 20. Oktober – Verlegung von Tirol an die serbische Grenze
- 30. Oktober bis 28. November – Feldzug in Serbien

##### 1916
- 12. April bis 2. Mai – Stellungskämpfe in der Champagne
- 02. bis 28. Mai – Reserve der O. H. L.
- 28. Mai bis 9. September – Schlacht um Verdun
- 09. bis 15. September – Verlegung nach Rumänien
- 26. bis 29. September – Schlacht bei Hermannstadt
- 30. September bis 24. November – Gebirgskämpfe am Rothen-Turm-Pass
- 25. bis 30. November – Verfolgungskämpfe bei Curtea-de-Arges-Pitesti
- 29. bis 30. November – Verfolgungsgefechte bei Campulung
- 01. bis 3. Dezember – Schlacht am Arges
- 04. bis 8. Dezember – Verfolgung nach der Schlacht am Arges
- 09. bis 20. Dezember – Verfolgungskämpfe an Jalomita-Prahova und Buzaul
- 21. bis 27. Dezember – Schlacht bei Rimnicul-Sarat
- von 28. Dezember – Verfolgungskämpfe nach der Schlacht bei Rimnicul-Sarat

##### 1917

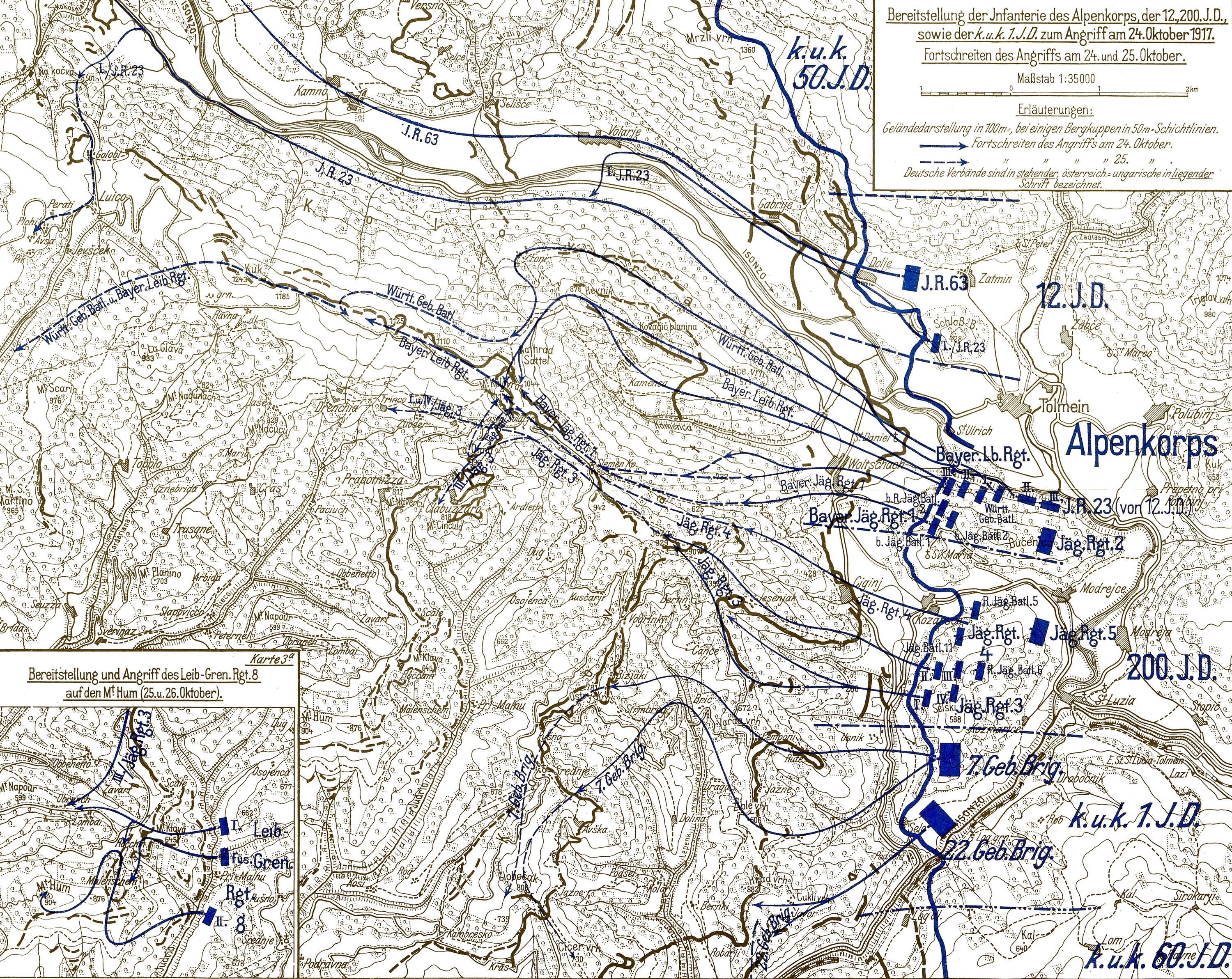
Bereitstellung der Infanterie des Alpenkorps am 24. Oktober 1917 am Isonzo

- bis 3. Januar – Verfolgungskämpfe nach der Schlacht bei Rimnicul-Sarat
- 04. bis 8. Januar – Schlacht an der Putna
- 09. Januar bis 31. März – Stellungskrieg an Putna und Sereth
- 01. April bis 15. Mai – Reserve der O. H. L.
- 18. Juni bis 22. Juli – Stellungskampf im Oberelsaß
- 23. Juli bis 3. August – Verlegung nach Rumänien
- 06. August bis 6. September – Durchbruchsschlacht an der Putna und Sușita
- 10. bis 12. September – Verlegung nach Südtirol
- 16. bis 23. Oktober – Stellungskämpfe am Isonzo
- 24. bis 27. Oktober – Durchbruch durch die Julischen Alpen
- 28. Oktober bis 3. November – Schlacht bei Udine
- 04. bis 11. November – Verfolgung von Tagliamente bis zur Piave
- 12. November bis 16. Dezember – Gebirgskämpfe in den Venezianischen Alpen

##### 1918
- 23. bis 29. Januar – Verlegung nach Lothringen zur Ausbildung
- 09. bis 18. April – Schlacht bei Armentières
- 22. bis 29. April – Schlacht um den Kemmel
- 30. April bis 7. Mai – Stellungskrieg in Flandern
- 09. bis 31. August – Abwehrschlacht zwischen Somme und Oise
- 03. bis 7. September – Kämpfe vor der Siegfriedfront
- 08. bis 25. September – Abwehrschlacht zwischen Cambrai und St. Quentin
- 25. bis 30. September – Verlegung an die Balkanfront
- 05. bis 29. Oktober – Rückzugskämpfe in Mazedonien und Serbien
- 29. Oktober bis 2. November – Übergang über Save und Donau
- 03. bis 5. November – Sicherung der Donau-Save-Linie
- 9. November – Rückmarsch in die Heimat

#### Verlustzahlen 1914–18
- Offiziere: 31 Tote
- Oberjäger u. Jäger: 1019 Tote[99]

### Unterstellung

#### August 1914
- XIV. Reserve-Korps
  - 28. Reserve-Division
    - 56. Reserve-Infanterie-Brigade
      - Reserve-Infanterie-Regiment Nr. 110
      - Reserve-Infanterie-Regiment Nr. 111
      - Großherzoglich-Mecklenburgisches Reserve-Jäger-Bataillon Nr. 14
      - Reserve-Dragoner-Regiment Nr. 8
      - Reserve-Feldartillerie-Regiment Nr. 29

#### Mai 1915
- Alpenkorps
  - Kgl. Bayerische Jäger-Brigade 2
    - Jäger-Brigade Nr. 2
      - Jäger-Regiment Nr. 2
        - Hannoversches Jäger-Bataillon Nr. 10
        - Hannoversches Reserve-Jäger-Bataillon Nr. 10
        - Großherzoglich Mecklenburgisches Reserve-Jäger-Bataillon Nr. 14

#### 24. Oktober 1917
- Alpenkorps[100]
  - Kgl. Bayerische Jäger-Brigade 1
    - Kgl. Bayerisches Jäger-Regiment Nr. 1
    - Jäger-Regiment Nr. 2
      - Hannoversches Jäger-Bataillon Nr. 10
      - Hannoversches Reserve-Jäger-Bataillon Nr. 10
      - Großherzoglich Mecklenburgisches Reserve-Jäger-Bataillon Nr. 14

    - Gebirgs-MG-Abteilung Nr. 204
    - Gebirgs-MG-Abteilung Nr. 205

### Kommandeure
| Dienstgrad | Name         | Datum                               |
| ---------- | ------------ | ----------------------------------- |
| Hauptmann  | Schneidewind | 2. August 1914 bis 7. Oktober 1914  |
| Major      | von Lattdorf | 6. November 1914 bis 2. August 1916 |
| Hauptmann  | Schaeffer    | 2. August 1914 bis 11. August 1916  |
| Major      | Bieler       | 11. August 1916 bis 25. März 1918   |
| Major      | Bergeré      | 18. März 1918 bis Demobilisierung   |

### Bekannte Bataillonsangehörige
- Herzog Heinrich Borwin zu Mecklenburg, im Rang eines Oberleutnants führte er vom 17. März bis 31. Mai 1917 die Maschinengewehrkompanie des Bataillons.[104]